# Impero britannico
L'Impero britannico è stato il più vasto impero di tutti i tempi. Comprendeva colonie, domini, protettorati, mandati e altri territori amministrati dal Regno Unito. I territori dell'Impero, sulle mappe, carte geografiche ed atlanti venivano solitamente colorati di rosa, più raramente di rosso: quest'ultimo rendeva le scritte meno leggibili, pertanto veniva preferito il rosa.
Nato coi possedimenti d'oltremare e i trading post fondati dall'Inghilterra tra la fine del XVI secolo e l'inizio del XVIII secolo, al suo apice fu il più grande impero della storia e per oltre un secolo fu una potenza globale e una superpotenza. Nel 1920 l'Impero britannico governava circa 458 milioni di persone, un quinto della popolazione mondiale al momento e copriva oltre 37124894 km², quasi un quarto dell'intera superficie della Terra. Pertanto la sua eredità politica, giuridica, linguistica e culturale è tuttora molto diffusa, tanto che al culmine del suo potere la frase «l'impero su cui il sole non tramonta mai», oltre che per l'Impero spagnolo, è stata spesso utilizzata anche per descrivere l'Impero britannico, poiché fu tanto esteso in tutto il mondo per cui il sole splendeva sempre su almeno uno dei suoi territori.
Durante l'età delle scoperte nel XV e XVI secolo il Portogallo e la Spagna intrapresero l'esplorazione europea del globo, fondando grandi imperi d'oltremare. Invidiosi della grande ricchezza che questi imperi generarono, Inghilterra, Francia e Paesi Bassi iniziarono a stabilire proprie colonie e reti commerciali nelle Americhe e in Asia. Durante i secoli XVII e XVIII una serie di guerre contro i Paesi Bassi e la Francia lasciarono all'Inghilterra (e poi alla Gran Bretagna, in seguito all'unione del 1707 tra Inghilterra e Scozia) il dominio sul potere coloniale in Nord America e India.
Nel 1783 l'indipendenza delle tredici colonie del Nord America al termine della guerra d'indipendenza americana causò la perdita da parte della Gran Bretagna di molte delle sue colonie più antiche e più importanti. Quindi l'attenzione britannica si riversò verso l'Asia, l'Africa e il Pacifico. Dopo la sconfitta della Francia nelle guerre napoleoniche (1792–1815) il Regno Unito emerse come la principale potenza navale e imperiale del XIX secolo, con Londra la città più grande del mondo da circa il 1830.
L'incontrastato dominio marittimo britannico è stato poi descritto come la Pax Britannica, un periodo di relativa pace in Europa e nel mondo (1815–1914), tanto che venne coniato il termine "Belle Époque" per indicarne la seconda parte. Nei primi anni del XIX secolo la rivoluzione industriale iniziò a mutare il Regno Unito e dal tempo della Grande esposizione del 1851 il Paese è stato descritto come il «laboratorio del mondo». L'Impero britannico si ampliò includendo l'India, gran parte dell'Africa e molti altri territori in tutto il mondo.
Accanto al controllo formale esercitato sulle sue colonie, il dominio britannico su gran parte del commercio mondiale significava che di fatto essa controllava le economie di molte regioni, come l'Asia e l'America Latina. A livello nazionale gli orientamenti politici favorirono il libero commercio e le politiche liberiste e un graduale ampliamento del diritto di voto. In questo secolo la popolazione aumentò velocemente, accompagnata da una rapida urbanizzazione, causando tensioni economiche e sociali. Alla ricerca di nuovi mercati e fonti di materie prime il Partito Conservatore guidato da Benjamin Disraeli intraprese un periodo di espansione imperialista principalmente in Egitto, in Sudafrica e altrove. Canada, Australia e Nuova Zelanda erano dominion autonomi.
Con l'inizio del XX secolo la Germania e gli Stati Uniti sfidarono il vantaggio economico del Regno Unito. Le successive tensioni economiche e militari tra Regno Unito e Germania furono tra le principali cause dello scoppio della prima guerra mondiale, durante la quale il Regno Unito fece gran affidamento sul suo impero. Il conflitto mise un'enorme pressione sulle risorse militari, finanziarie e di manodopera del Regno Unito e pur mantenendo la sua enorme estensione territoriale non riuscì più a essere la potenza preminente del mondo. Durante la seconda guerra mondiale le colonie nel sud-est asiatico furono occupate dall'Impero giapponese. Nonostante la vittoria del Regno Unito e dei suoi alleati, il danno al prestigio britannico contribuì ad accelerare il declino dell'impero.
L'India, il territorio più prezioso e popoloso dell'impero, ottenne l'indipendenza come parte di un movimento più ampio di decolonizzazione che la concesse a molti territori imperiali. Il trasferimento di Hong Kong alla Cina, avvenuto nel 1997, per molti fu la fine dell'Impero britannico.
Al 2022 quattordici territori d'oltremare sono sotto la sovranità britannica. Dopo l'indipendenza, molte ex colonie britanniche hanno aderito al Commonwealth delle nazioni, una libera associazione di Stati indipendenti. Il Regno Unito è una delle quindici nazioni del gruppo noto informalmente come i reami del Commonwealth, che condividono lo stesso monarca, Carlo III del Regno Unito.

## I primi possedimenti (1583-1783)

### Le prime spedizioni nautiche

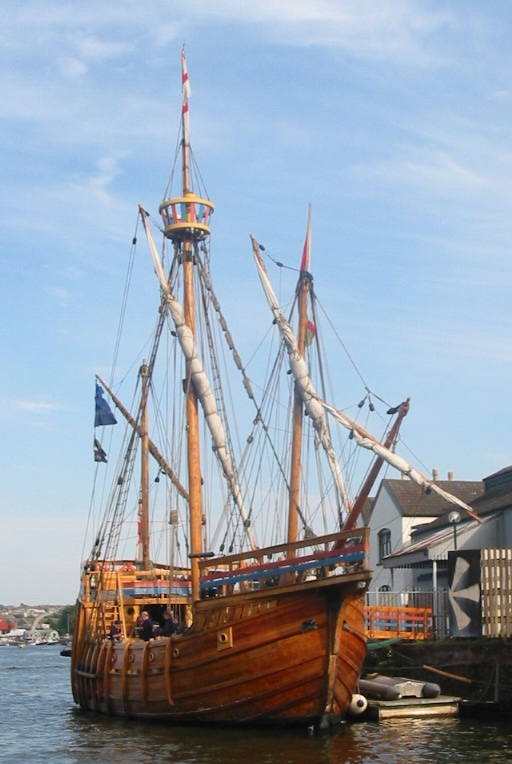
Una replica di The Matthew, la nave utilizzata da Giovanni Caboto per il suo secondo viaggio nel Nuovo Mondo

Le basi vennero poste con le prime spedizioni esplorative; nel 1496 il re Enrico VII d'Inghilterra, in seguito ai successi di Spagna e Portogallo nell'esplorazione, commissionò a Giovanni Caboto di condurre un viaggio alla scoperta di un percorso verso l'Asia attraverso il Nord Atlantico. Caboto partì nel 1497, cinque anni dopo la scoperta europea dell'America, e nonostante avesse raggiunto la costa di Terranova (ritenendo, erroneamente come Cristoforo Colombo, di aver raggiunto l'Asia), non vi fu alcun tentativo di fondare una colonia. L'anno seguente, Caboto partì per un altro viaggio verso le Americhe, ma più nulla si seppe di questa spedizione.
Nessun ulteriore tentativo della colonizzazione britannica delle Americhe fu fatto fino all'ascesa al trono della regina Elisabetta I, avvenuta negli ultimi decenni del XVI secolo. Nel frattempo la riforma protestante fece diventare l'Inghilterra e la cattolica Spagna nemici implacabili. Nel 1562, la Corona Inglese incoraggiò i corsari John Hawkins e Francis Drake ad impegnarsi in attacchi contro le navi spagnole e portoghesi al largo della costa dell'Africa occidentale, al fine di irrompere nel sistema commerciale Atlantico. Questo sforzo fu respinto ma tuttavia in seguito, durante la guerra anglo-spagnola, si intensificò e Elisabetta I dette la sua benedizione ad ulteriori sortite corsare contro i porti spagnoli nelle Americhe e alle navi che facevano ritorno cariche di tesori del Nuovo Mondo.
Allo stesso tempo, scrittori influenti come Richard Hakluyt e John Dee (che fu il primo ad usare il termine "Impero Britannico") iniziarono a fare pressione perché fosse istituito l'impero d'Inghilterra. A questo punto, la Spagna era la potenza dominante in America e si accingeva ad esplorare l'oceano Pacifico, il Portogallo aveva stabilito rapporti commerciali e costruito fortezze dalle coste dell'Africa e del Brasile verso la Cina e la Francia aveva iniziato a colonizzare la zona intorno al fiume di San Lorenzo, che in seguito diventerà la "Nuova Francia".

### La conquista dell'Irlanda
Nonostante l'Inghilterra stesse inseguendo le altre potenze europee nella creazione di colonie d'oltremare, nel XVI secolo era impegnata in Irlanda con i protestanti provenienti dall'Inghilterra e dalla Scozia.
Dopo la conquista cromwelliana dell'Irlanda vennero stabilite varie piantagioni nell'isola, le personalità che si adoperarono svolsero un ruolo importante anche nella prima colonizzazione del Nord America, un gruppo noto particolarmente come gli "West Country man.

### Le Compagnie delle Indie

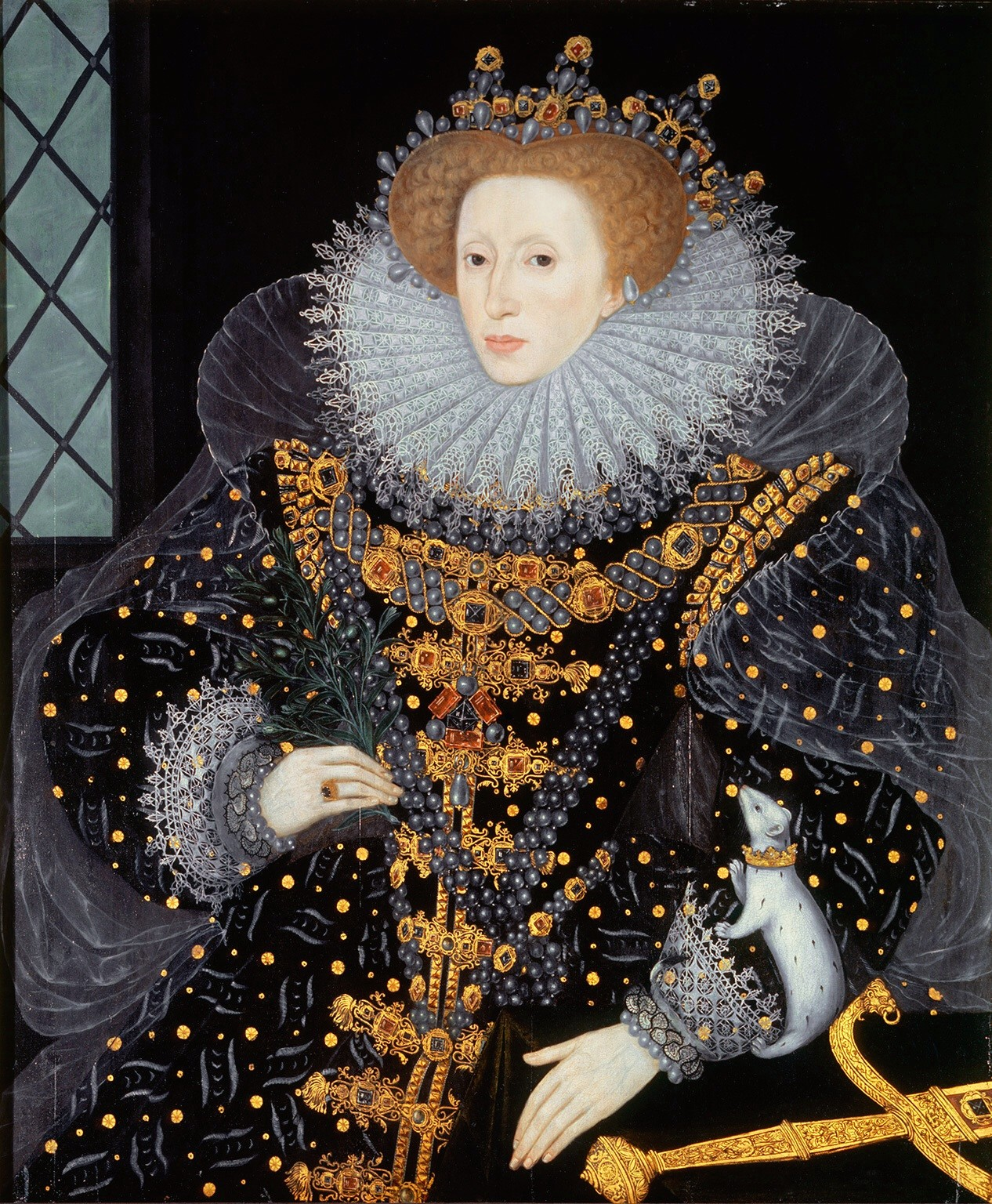
Elisabetta I d'Inghilterra

Nel 1578, Elisabetta concesse una licenza a Humphrey Gilbert per esplorare i territori più lontani. Nello stesso anno, Gilbert navigò per le Indie Occidentali con l'intenzione di impegnarsi nella pirateria e stabilire una colonia in Nord America, tuttavia la spedizione si interruppe prima di aver attraversato l'Atlantico. Nel 1583 intraprese un secondo tentativo, in questa occasione si diresse verso l'isola di Terranova il cui porto era formalmente richiesto dall'Inghilterra, tuttavia non lasciò coloni sul posto. Gilbert non sopravvisse al viaggio di ritorno in Inghilterra e gli successe il suo fratellastro, Walter Raleigh, a cui venne concessa la stessa licenza nel 1584 dalla regina. Nello stesso anno, Raleigh fondò la colonia di Roanoke, sulla costa dell'odierna Carolina del Nord, tuttavia la mancanza di rifornimenti provocò il fallimento dell'insediamento.
Nel 1603, Giacomo VI, re di Scozia, ascese (come Giacomo I) al trono e nel 1604 firmò il trattato di Londra, con cui vennero cessate le ostilità contro la Spagna. Ora in pace con il suo principale rivale, l'attenzione degli inglesi si spostò sul depredare colonie di altre nazioni e stabilirne di proprie in territori d'oltremare. L'impero britannico iniziò a prendere forma durante i primi anni del XVII secolo, con l'insediamento degli inglesi nel nord America e nelle isole minori dei Caraibi e con la nascita di imprese private, in particolare la compagnia britannica delle Indie orientali, che si occuparono di amministrare le colonie e il commercio estero. Questo periodo, che finirà con la perdita delle tredici colonie dopo la guerra d'indipendenza americana alla fine del XVIII secolo, viene definito da alcuni storici come il "primo impero britannico".

### La colonizzazione dell'America, dell'Africa e la tratta degli schiavi
Inizialmente le colonie dei Caraibi vennero viste come le più importanti e redditizie d'Inghilterra, ma nonostante diversi tentativi, la colonizzazione fallì. Nel 1604, un tentativo di stabilire una colonia nella Guyana durò solo due anni e non riuscì a trovare giacimenti d'oro, il suo obiettivo principale. Gli insediamenti di Saint Lucia (1605) e Grenada (1609) dovettero rapidamente essere abbandonati, tuttavia vennero fondate con successo delle colonie a St. Kitts (1624), Barbados (1627) e Nevis (1628). Le colonie adottarono fin da subito il sistema delle piantagioni di zucchero utilizzate con successo dai portoghesi in Brasile, che facevano ricorso al lavoro degli schiavi e, inizialmente, le navi olandesi attraccavano nei porti per vendere gli schiavi e comprare lo zucchero. Per garantire profitti sempre più elevati e che il commercio rimanesse nelle mani dei soli inglesi, il Parlamento, nel 1651, decretò che solo le navi battenti bandiera inglese avrebbero potuto esercitare il commercio nelle loro colonie. Questo decreto portò all'instaurarsi di ostilità con la Repubblica delle Sette Province Unite che sfociò nelle guerre anglo-olandesi che avrebbero rafforzato la posizione dell'Inghilterra nelle Americhe, a scapito degli olandesi. Nel 1655, l'Inghilterra conquistò l'isola di Giamaica dagli spagnoli e nel 1666 riuscì a colonizzare le Bahamas.

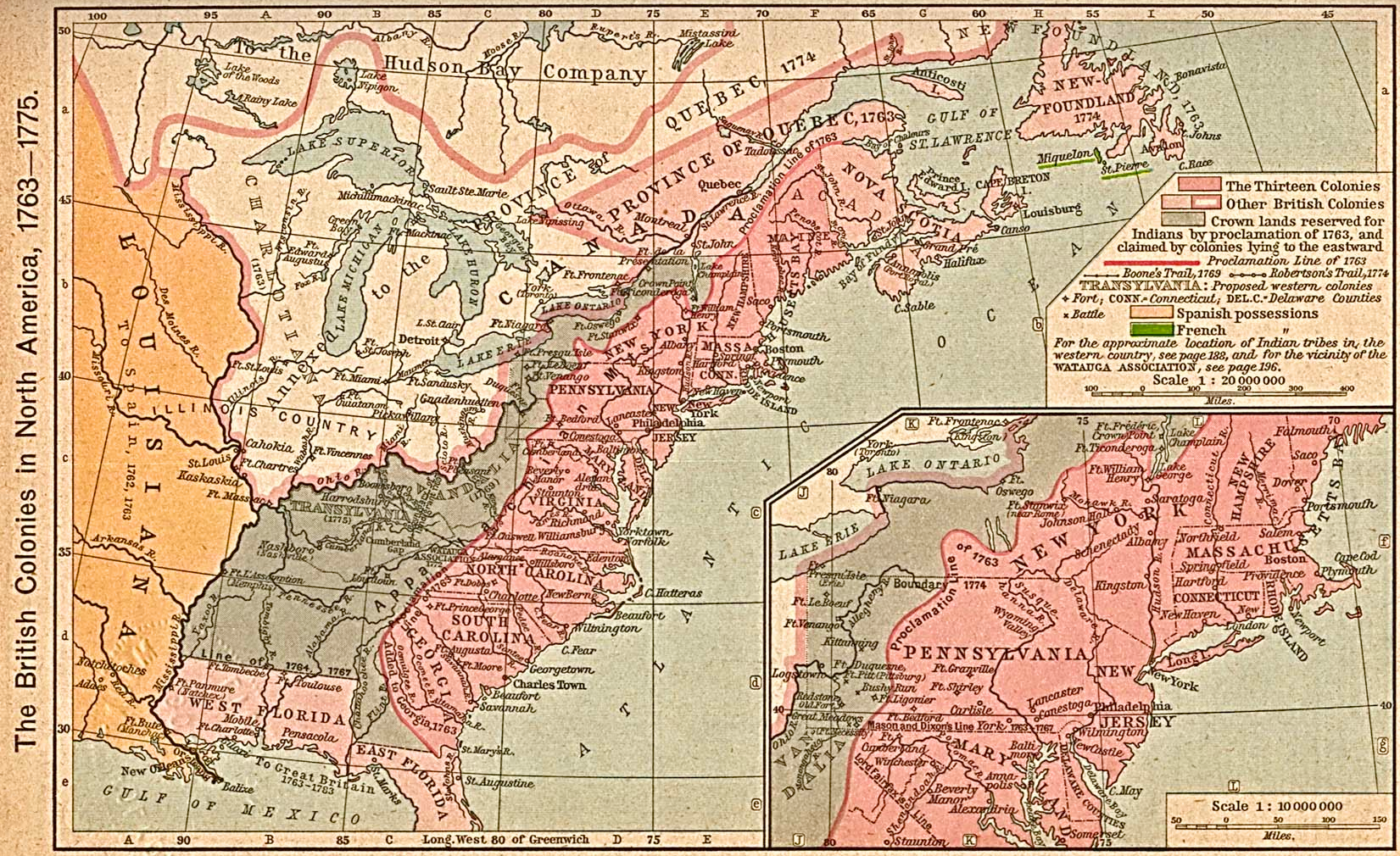
Mappa delle colonie britanniche in Nord America, 1763-1776.

Il primo insediamento permanente inglese in America fu fondato nel 1607 a Jamestown e fu guidato dal capitano John Smith di Jamestown e gestito dalla Virginia Company. Nel 1609, l'isola di Bermuda fu reclamata dall'Inghilterra a seguito del naufragio della Sea Venture, la nave di punta della Virginia Company e nel 1615 fu data in affido alla Somers Isles Company. L'autorizzazione della Virginia Company fu revocata nel 1624 e il monitoraggio diretto della Virginia fu assunto dalla corona stessa, fondando così la colonia della Virginia. La London e Bristol Company fu istituita nel 1610 con l'obiettivo di creare un insediamento permanente su Terranova, tuttavia si rivelò un insuccesso. Nel 1620, Plymouth fu fondata come rifugio per i separatisti religiosi puritani, più tardi conosciuta come i "Pilgrims"; la fuga dalle persecuzioni religiose sarebbe diventato il motivo principale per molti inglesi aspiranti coloni per rischiare l'arduo viaggio transatlantico. La colonia del Maryland (1634) fu fondata come un rifugio per i cattolici romani (1634), Rhode Island (1636) come colonia tollerante di tutte le religioni e il Connecticut (1639) per congregazionalisti. La Provincia della Carolina fu istituita nel 1663. Nel 1664, con la resa di Fort Amsterdam l'Inghilterra ottenne il controllo della colonia olandese di Nuovi Paesi Bassi, ribattezzandola New York. Ciò fu successivamente formalizzato nei negoziati al termine della seconda guerra anglo-olandese, in cambio del Suriname. Nel 1681, la colonia della Pennsylvania fu fondata da William Penn. Le colonie americane ebbero un successo finanziario inferiore rispetto a quelle dei Caraibi, ma possedevano grandi aree di buon terreno agricolo e attrassero la maggior parte degli emigranti inglesi, anche in virtù dei loro climi temperati.

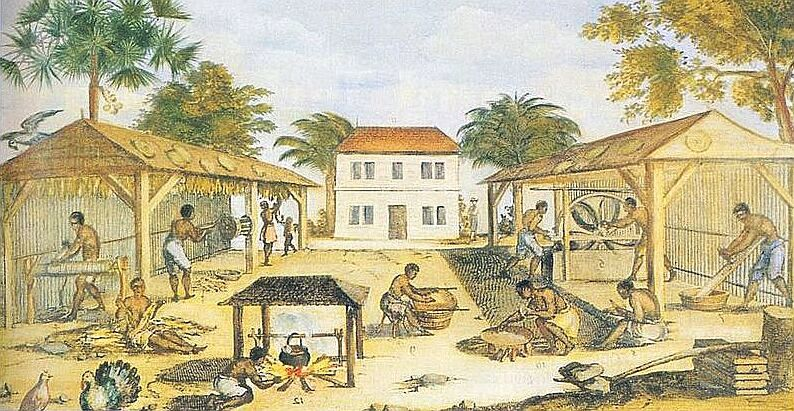
Schiavi africani al lavoro nel XVII secolo in Virginia, autore ignoto, 1670.

Nel 1670, Carlo II istituì, tramite una royal charter, la  Hudson's Bay Company (HBC), concedendole il monopolio del commercio di pellicce nella zona conosciuta come la "Terra di Rupert", che avrebbe poi formato una gran parte del dominion del Canada. Forti e stazioni commerciali vennero stabilite dalla HBC e furono spesso oggetto di attacchi da parte dei francesi, che avevano fondato le loro colonie di commercio di pellicce nell'adiacente Nuova Francia.
Due anni più tardi, fu fondata la Royal African Company, ricevendo da re Carlo il monopolio del commercio per la fornitura di schiavi per le colonie britanniche dei Caraibi. Fin dall'inizio, la schiavitù è stata un'attività basilare dell'impero britannico nelle Indie Occidentali. Fino a quando il commercio degli schiavi non fu abolito nel 1807, la Gran Bretagna fu responsabile dell trasporto di 3,5 milioni di schiavi africani verso le Americhe, un terzo di tutti gli schiavi trasportati attraverso l'Atlantico. Per facilitare questo commercio, furono edificati dei forti sulla costa dell'Africa occidentale: come nell'isola James, Accra e Bunce. Nei Caraibi inglesi, la percentuale della popolazione di origine africana passò dal 25% del 1650 a circa l'80% nel 1780 e nelle 13 colonie dal 10% al 40% nello stesso periodo. Per i mercanti di schiavi, tale commercio fu estremamente redditizio, e divenne un importante pilastro economico per città inglesi occidentali come Bristol e Liverpool, che costituirono il terzo angolo del cosiddetto commercio triangolare con l'Africa e le Americhe. a causa delle dure condizioni di trasporto degli schiavi, dovute alla scarsa igiene e alla malnutrizione, si stima che il tasso medio di mortalità durante il viaggio fosse di uno su sette.
Nel 1695, il Parlamento scozzese concesse un'autorizzazione alla Compagnia di Scozia, che stabilì un insediamento nel 1698 sull'istmo di Panama. Assediata dai confinanti coloni spagnoli della Nuova Granada e afflitta dalla malaria, la colonia fu abbandonata due anni più tardi. Lo schema di Darién fu un disastro finanziario per la Scozia, un quarto del capitale scozzese fu perso nell'impresa e fece naufragare le speranze scozzesi di stabilire un suo impero all'estero. Questo episodio ebbe importanti conseguenze politiche, persuadendo i governi dell'Inghilterra e della Scozia dei vantaggi derivanti dall'unione dei paesi e non solo delle corone. Ciò avvenne nel 1707 con il Trattato di Unione, che sancì l'inizio del Regno di Gran Bretagna.

### Rivalità con i Paesi Bassi in Asia

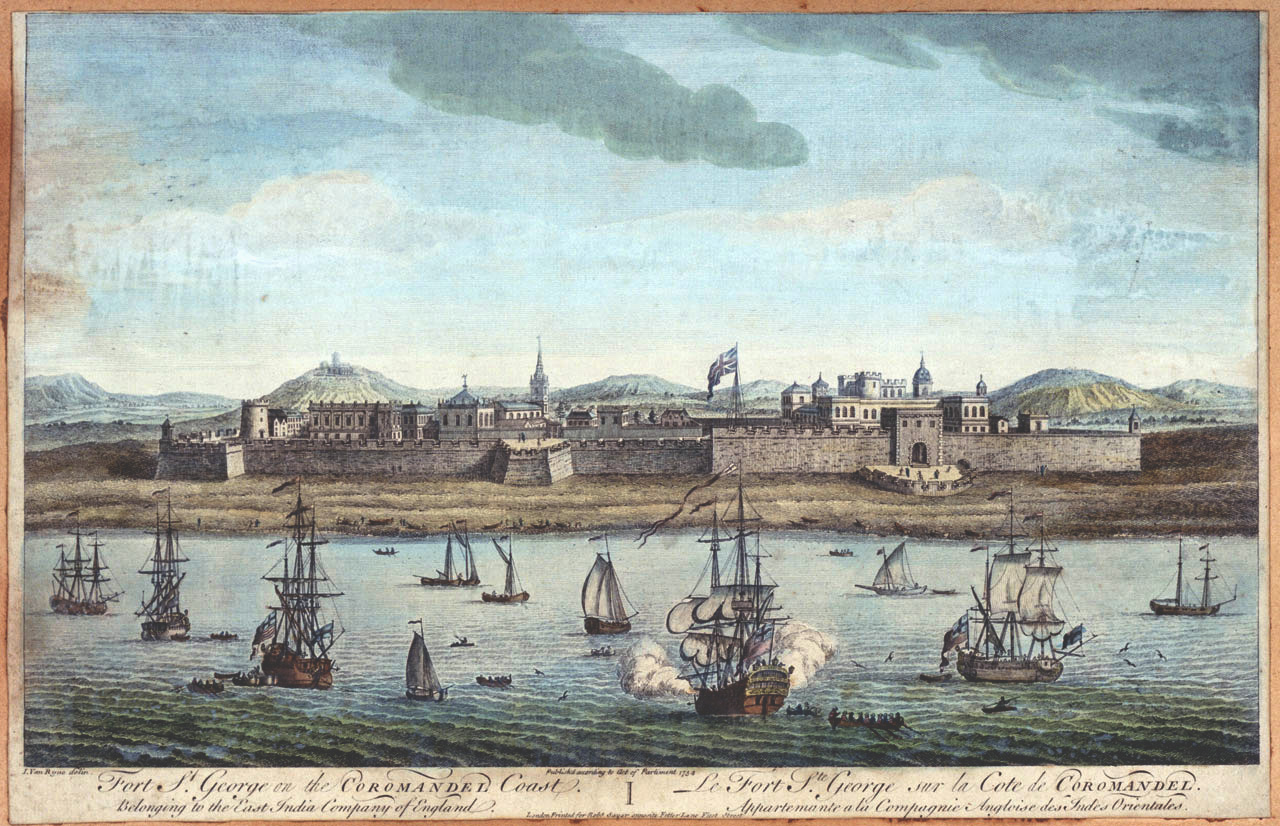
Forte di San Giorgio fu fondato a Madras nel 1639.

Alla fine del XVI secolo, Inghilterra e Paesi Bassi iniziarono a sfidare il monopolio del Portogallo nel commercio con l'Asia. Vennero fondate società per azioni private per finanziare i viaggi, la inglese (e poi britannica) compagnia britannica delle Indie orientali e la Compagnia olandese delle Indie orientali, istituite rispettivamente nel 1600 e 1602. L'obiettivo principale di queste società fu quello di sfruttare il lucroso commercio delle spezie, concentrandosi principalmente su due regioni: l'arcipelago delle Indie orientali e l'India.
In definitiva, anche se l'Inghilterra superò nel breve termine i Paesi Bassi come potenza coloniale, il sistema finanziario di quest'ultima si dimostrò più avanzato e solido e le tre guerre anglo-olandesi XVII secolo gli lasciarono una posizione più forte in Asia. Cessate le ostilità dopo la Gloriosa rivoluzione del 1688 quando l'olandese Guglielmo I d'Orange salì al trono inglese, portando la pace tra i Paesi Bassi e l'Inghilterra. Un accordo tra le due nazioni lasciò il commercio delle spezie dell'arcipelago delle Indie orientali ai Paesi Bassi e l'industria tessile dell'India all'Inghilterra. Ben presto il commercio dei tessuti superò, in termini di redditività, quello delle spezie e dal 1720 la società britannica superò la concorrente olandese come profitti.

### Conflitti globali con la Francia

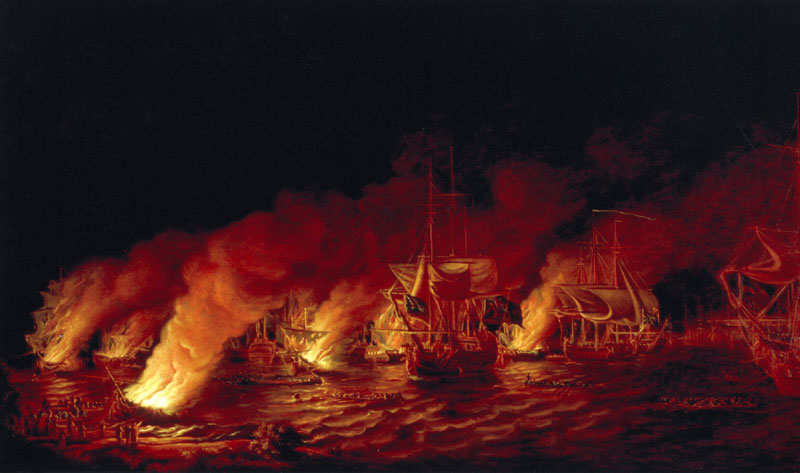
Brulotti francesi nel Québec nel 1759.

La pace del 1688 tra Inghilterra e Paesi Bassi fece sì che i due Paesi partecipassero alla Guerra dei Nove anni come alleati, ma il conflitto, condotto in Europa e oltreoceano tra la Francia, la Spagna e l'alleanza anglo-olandese, lasciò agli inglesi un più forte potere coloniale rispetto agli olandesi, che furono così costretti a dedicare una quota maggiore del loro budget militare sulla costosa guerra territoriale europea. Il XVIII secolo vide l'Inghilterra (dopo il 1707, la Gran Bretagna) diventare la potenza coloniale dominante del mondo e la Francia il suo principale rivale.
La morte di Carlo II di Spagna, avvenuta nel 1700, con il conseguente passaggio del suo impero coloniale a Filippo d'Angiò, nipote di Luigi XIV di Francia, sollevò la prospettiva di unificazione di Francia, Spagna e delle loro rispettive colonie: una situazione inaccettabile per gli interessi dell'Inghilterra e delle altre potenze europee. Nel 1701, Inghilterra, Portogallo e Paesi Bassi si schierarono con il Sacro Romano Impero contro la Spagna e la Francia nella guerra di successione spagnola, che durò fino al 1714.
Con il conclusivo trattato di Utrecht, Filippo rinunciò per lui e per i suoi discendenti il trono di Francia e la Spagna perse il suo impero in Europa. L'impero britannico si ampliò territorialmente: dalla Francia, la Gran Bretagna acquisì Terranova e Acadia e dalla Spagna, Gibilterra e Minorca. Gibilterra divenne una base navale strategica e permise alla Gran Bretagna di controllare l'ingresso nell'Atlantico e possedere un punto di uscita verso il Mar Mediterraneo. La Spagna cedette inoltre i diritti del redditizio asiento (il permesso di vendere schiavi nell'America spagnola) alla Gran Bretagna.

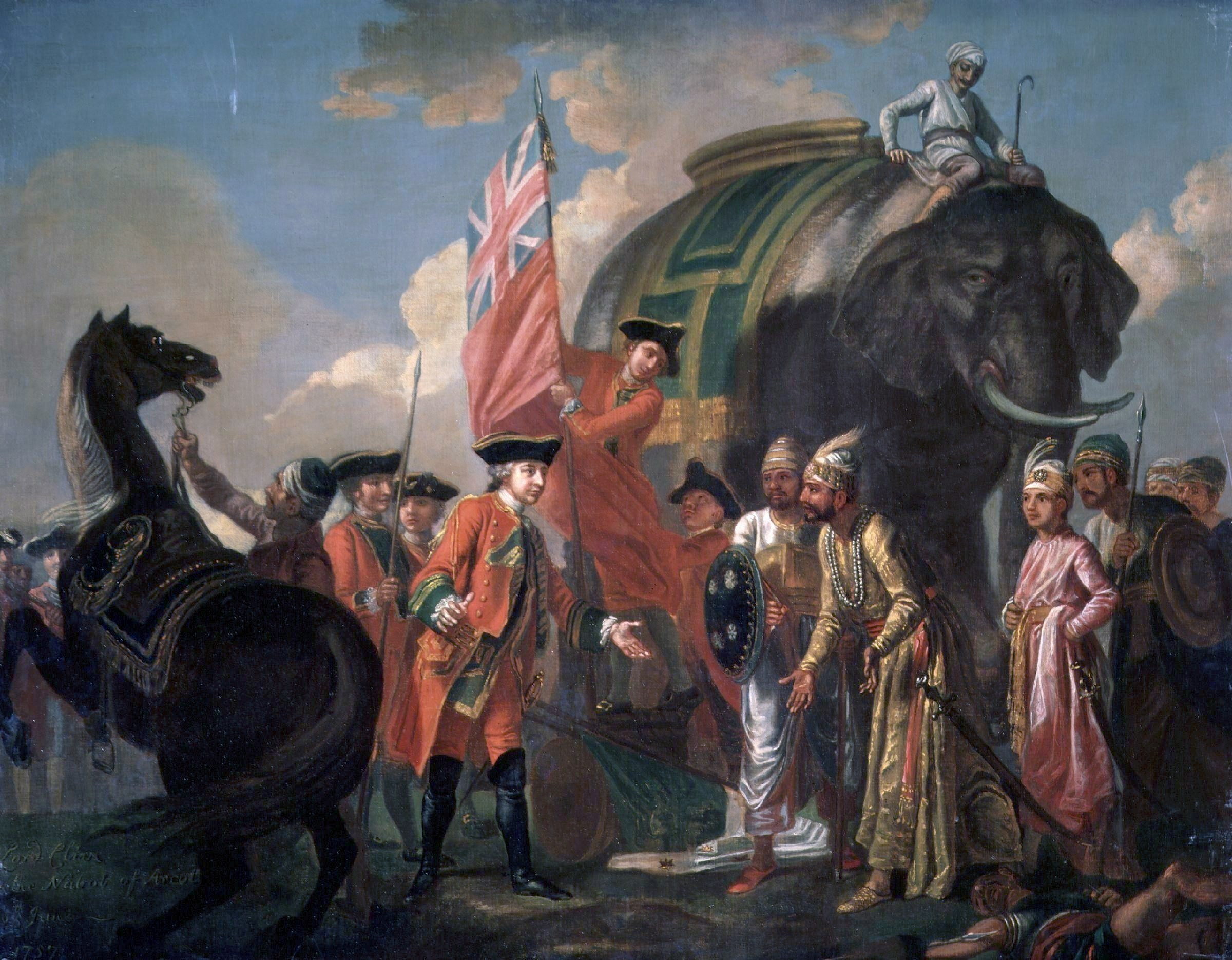
La vittoria di Robert Clive nella battaglia di Plassey affermò la Compagnia delle Indie Orientali sia come una potenza militare che economica.

Nei primi decenni del XVIII secolo, vi furono diversi focolai di conflitto militare nel subcontinente indiano, le guerre del Karnataka, tra Compagnia britannica delle Indie orientali e il suo omologo francese, la Compagnie française des Indes Orientales, a fianco dei locali governanti al fine di riempire il vuoto che venne lasciato dal declino dell'Impero Moghul. La battaglia di Plassey del 1757, in cui gli inglesi guidati da Robert Clive sconfissero il Nawab del Bengala e i suoi alleati francesi, lasciò alla compagnia britannica il controllo del Bengala e la fece diventare la maggior potenza militare e politica dell'India. Alla Francia rimasero il controllo di enclave orientali, ma con restrizioni militari e l'obbligo di sostenere gli stati coloniali britannici, facendo così terminare le speranze francesi sul controllo dell'India. Nei decenni successivi la compagnia britannica aumentò gradualmente le dimensioni dei territori sotto il suo controllo, o governandoli direttamente o tramite governanti locali sotto la minaccia della forza del British Indian Army, la stragrande maggioranza della quale fu composta da sepoy indiani.
Gli scontri tra inglesi e francesi in India divennero parte del teatro complessivo della guerra dei sette anni (1756-1763) che coinvolse la Francia, la Gran Bretagna e le altre maggiori potenze europee. La firma del Trattato di Parigi (1763) ebbe conseguenze importanti per il futuro dell'impero britannico che poteva vantare una potenza marittima prevalente nella maggior parte del mondo.

### L'indipendenza delle tredici colonie americane
Nel corso degli anni 1760 e i primi anni 1770, le relazioni tra le tredici colonie americane e la Gran Bretagna divennero sempre più tesi, soprattutto a causa del risentimento riguardo ai tentativi del Parlamento britannico di governare e tassare i coloni americani senza il loro consenso. A quel tempo ciò fu riassunto con lo slogan "no taxation without representation", una sospetta violazione dei diritti garantiti agli inglesi. La rivoluzione americana ebbe inizio con il rifiuto dell'autorità parlamentare e l'approntamento di un auto-governo. In risposta la Gran Bretagna inviò le truppe per riprendersi il dominio diretto e ciò portò, nel 1775, allo scoppio della guerra. L'anno successivo gli Stati Uniti dichiararono l'indipendenza. Nel 1778, l'ingresso della Francia nella guerra fece pendere la bilancia degli eventi bellici in favore degli statunitensi e, dopo una sconfitta decisiva avvenuta a Yorktown nel 1781, la Gran Bretagna iniziò a negoziare le condizioni di pace. L'indipendenza statunitense fu riconosciuta nella pace di Parigi del 1783.

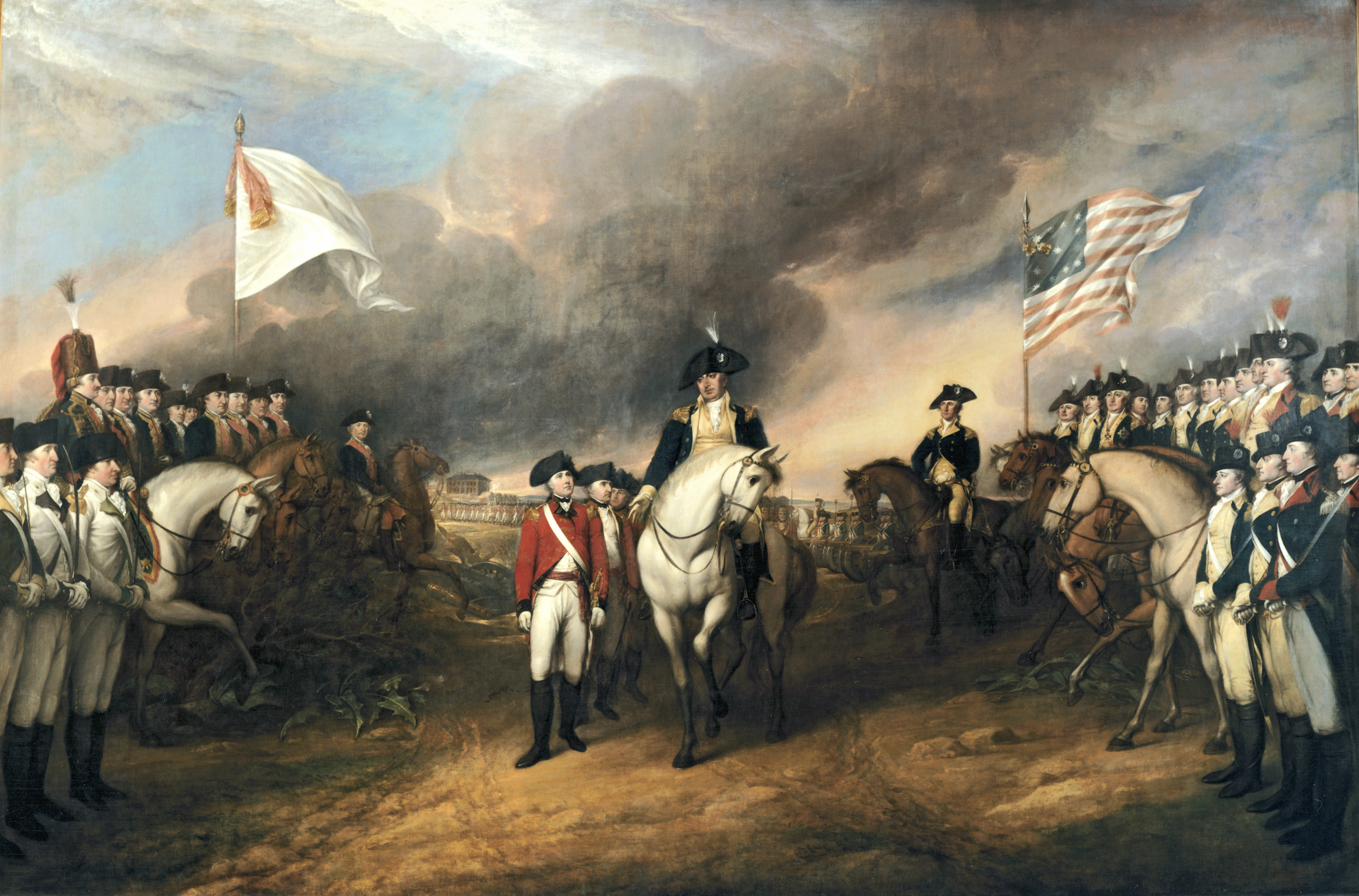
Resa di Cornwallis nella battaglia di Yorktown. La perdita delle colonie americane segnò la fine del "primo Impero Britannico".

La perdita di una così gran parte dell'America britannica, fu considerato da alcuni storici come l'evento che definisce la transizione tra il "primo" e il "secondo" impero, in cui la Gran Bretagna deviò i suoi interessi dalle Americhe all'Asia, nel Pacifico e in seguito all'Africa. La ricchezza delle nazioni di Adam Smith, pubblicato nel 1776, sosteneva che le colonie erano considerate superflue e che il libero scambio avrebbe sostituito le vecchie politiche mercantili che avevano caratterizzato il primo periodo di espansione coloniale, risalente al protezionismo della Spagna e Portogallo. La crescita degli scambi tra i recenti Stati Uniti indipendenti e la Gran Bretagna dopo il 1783 sembra confermare il punto di vista di Smith, in cui si asserisce che il potere politico non è necessario per il successo economico.
Gli eventi accaduti in America influenzarono la politica britannica in Canada, dove tra 40 000 e 100 000 lealisti sconfitti, migrarono dopo l'indipendenza degli Stati Uniti. I 14 000 lealisti che trovarono riparo nelle valli del fiume Saint John e Saint Croix, allora parte della Nuova Scozia, si sentirono troppo lontani dal governo provinciale di Halifax e così fu deciso che il Nuovo Brunswick fosse considerata, a partire da 1784, come una colonia separata. La legge costituzionale del 1791 istituì le provincie dell'Alto Canada (principalmente di lingua inglese) e Basso Canada (soprattutto di lingua francese) sia per alleviare le tensioni tra le comunità francesi e inglesi, sia per cercare di istituire un sistema di governo simile a quello della Gran Bretagna, con l'intento di affermare l'autorità imperiale e non permettere il controllo da parte del popolo, che fu ritenuto la causa della rivoluzione americana.
Le tensioni tra Gran Bretagna e Stati Uniti tornarono ad intensificarsi durante le guerre napoleoniche. La Gran Bretagna tentò di intralciare i commerci americani con la Francia. Gli Stati Uniti dichiararono guerra, la guerra del 1812, e invasero il territorio canadese, mentre la Gran Bretagna invase il territorio statunitense; tuttavia i confini esistenti prima della guerra furono ristabiliti al termine di essa con la stipula del trattato di Gand del 1814, che garantirà la definitiva separazione del Canada dagli Stati Uniti.

## Il consolidamento (1783-1815)

### Esplorazione del Pacifico

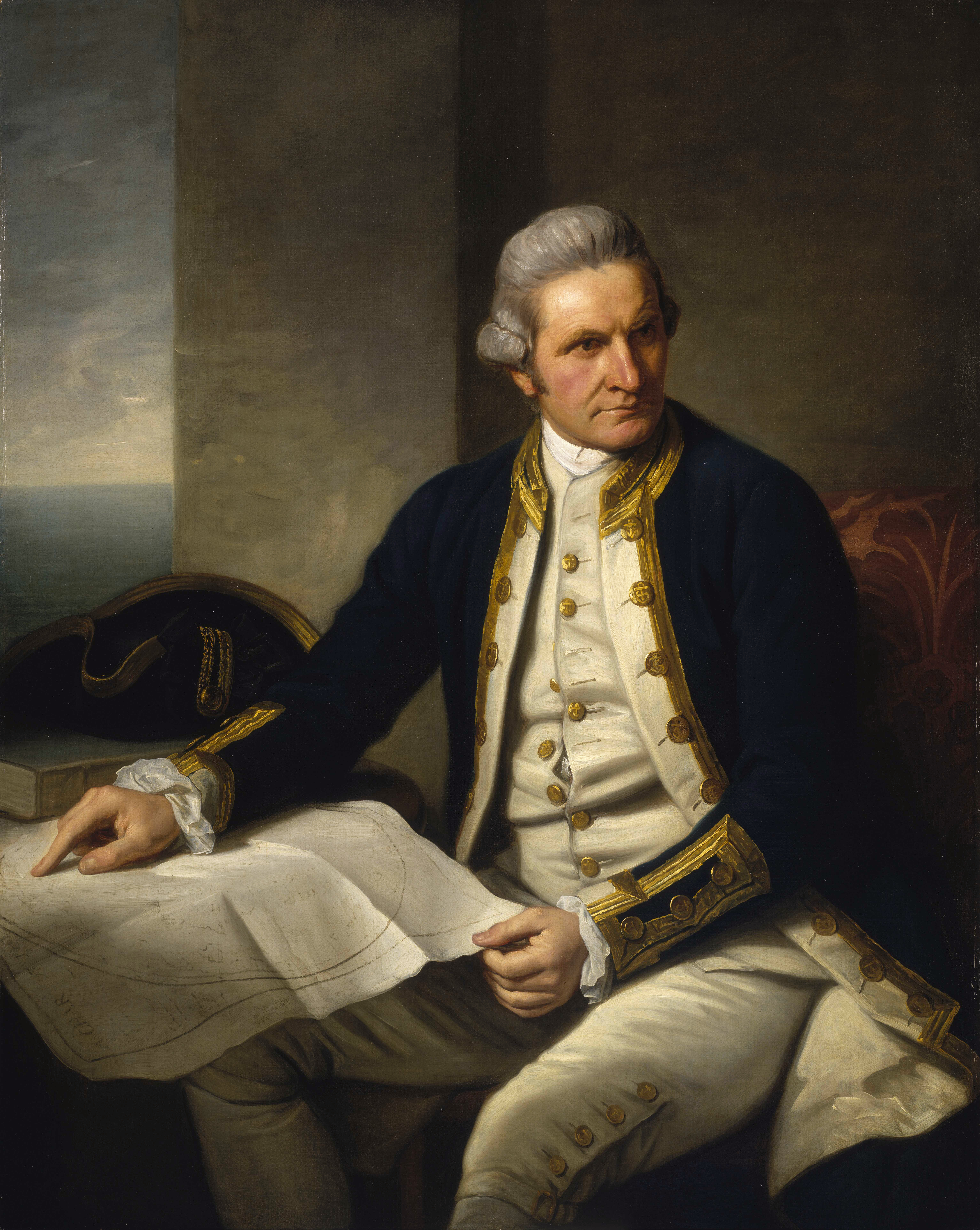
La missione di James Cook fu quella di trovare il presunto continente meridionale Terra Australis.

Dal 1718, la pena per vari reati commessi in Gran Bretagna consisteva nel confinamento verso le colonie americane, con circa un migliaio di detenuti all'anno trasportati attraverso l'Atlantico. Costretto a trovare una posizione alternativa, dopo la perdita delle 13 colonie nel 1783, il governo britannico si interessò verso le terre di recente scoperta dell'Australia. La costa occidentale australiana fu scoperta, nel 1606, dagli europei dall'esploratore olandese Willem Janszoon e successivamente fu nominata come Nuova Olanda dalla Compagnia olandese delle Indie orientali, ma non vi fu alcun tentativo di stabilire delle colonie. Nel 1770 James Cook esplorò la costa orientale dell'Australia durante un viaggio scientifico verso l'Oceano Pacifico meridionale, e lo chiamò New South Wales. Nel 1778, Joseph Banks, botanico di Cook durante il viaggio, presentò al governo britannico prove sulla idoneità di Botany Bay per la creazione di una colonia penale e nel 1787 la prima spedizione di detenuti salpò, arrivando nel 1788. La Gran Bretagna continuò a trasportare detenuti a New South Wales fino al 1840. Le colonie australiane furono esportatori redditizie di lana e oro, e ciò rese la loro capitale Melbourne la città più ricca del mondo e la più grande città dopo Londra dell'Impero britannico.
Durante il suo viaggio, Cook visitò anche la Nuova Zelanda, già scoperta dall'esploratore olandese Abel Tasman nel 1642, e prese possesso l'isola del Nord e del Sud in nome della corona britannica, rispettivamente nel 1769 e il 1770. Inizialmente, l'interazione tra la popolazione indigena Maori e gli europei si limitò a degli scambi di beni. Una maggiore presenza degli europei iniziò nei primi decenni del XIX secolo, con la costruzione di numerose stazioni commerciali, soprattutto al Nord. Nel 1839, la New Zealand Company annunciò l'intenzione di acquistare grandi appezzamenti di terreno e di stabilire colonie nel paese. Il 6 febbraio 1840, il capitano William Hobson e circa 40 capi Maori firmarono il Trattato di Waitangi. Questo trattato fu da molti considerato come l'atto di fondazione della Nuova Zelanda, ma le differenti interpretazioni del testo nelle versioni Maori e inglese continuano ad essere una fonte di controversie.

### La guerra con la Francia napoleonica

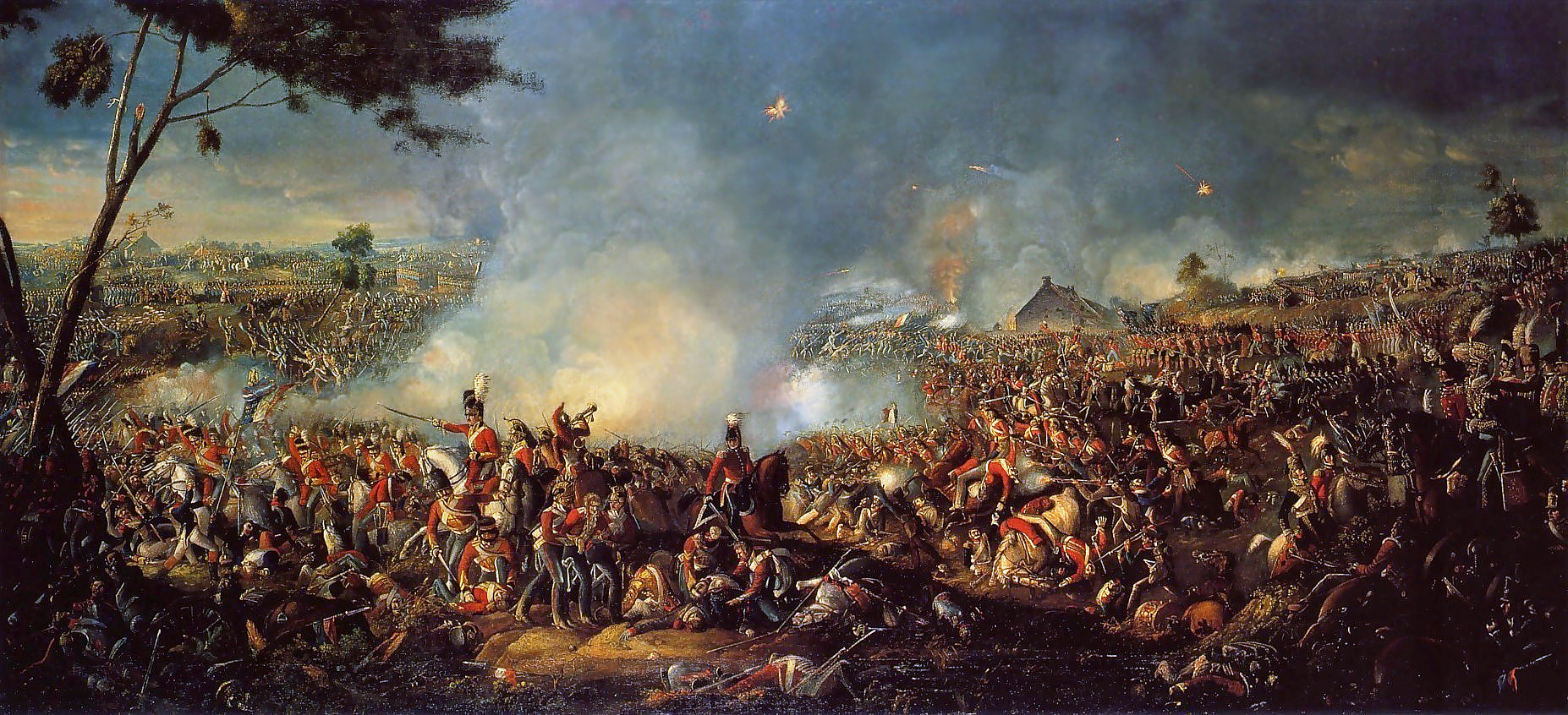
La battaglia di Waterloo si concluse con la sconfitta di Napoleone.

La Gran Bretagna fu impegnata nuovamente in un conflitto con la Francia napoleonica, in una guerra che a differenza di quelle precedenti rappresentò anche un confronto tra le ideologie delle due nazioni. Non solo la posizione della Gran Bretagna sulla scena mondiale fu messa a repentaglio, Napoleone minacciò anche di invadere la stessa Gran Bretagna, proprio come invase con i suoi eserciti molti paesi dell'Europa continentale.
La Gran Bretagna fu quindi costretta ad investire grandi quantità di capitali e risorse nelle guerre napoleoniche al fine di raggiungere la vittoria. I porti francesi furono bloccati dalla Royal Navy, che conseguì la vittoria decisiva sulla flotta franco-spagnola a Trafalgar nel 1805. Anche le colonie d'oltremare furono attaccate e occupate, comprese quelle dei Paesi Bassi, che furono annesse da Napoleone nel 1810. La Francia fu definitivamente sconfitta, nel 1815, da una coalizione di eserciti europei. La Gran Bretagna fu ancora una volta beneficiaria dei trattati di pace: la Francia dovette cederle le isole Ionie, Malta (che aveva occupato rispettivamente nel 1797 e il 1798), Mauritius e Saint Lucia; la Spagna cedette Trinidad e Tobago; i Paesi Bassi parte della Guyana e la Colonia del Capo. La Gran Bretagna restituì Guadalupa, Martinica, Guyana francese e Riunione alla Francia e Giava ed il Suriname ai Paesi Bassi, mentre ottenne il controllo di Ceylon (1795-1815).

### Abolizione della schiavitù
Con il sostegno del movimento abolizionista britannico, nel 1807 il Parlamento promulgò il Slave Trade Act che abolì il commercio degli schiavi nell'Impero. Nel 1808, la Sierra Leone fu designata come colonia ufficiale britannica per gli schiavi liberati. La Slavery Abolition Act 1833 abolì la schiavitù nell'Impero britannico a partire dal 1º agosto del 1834 (con l'eccezione di Sant'Elena, Ceylon e nei territori amministrati dalla compagnia delle indie orientali, anche se queste esclusioni furono successivamente abrogate). Ai sensi della legge, agli schiavi fu concessa piena emancipazione dopo un periodo da 4 a 6 anni di "apprendistato".

## L'affermazione internazionale (1815-1914)

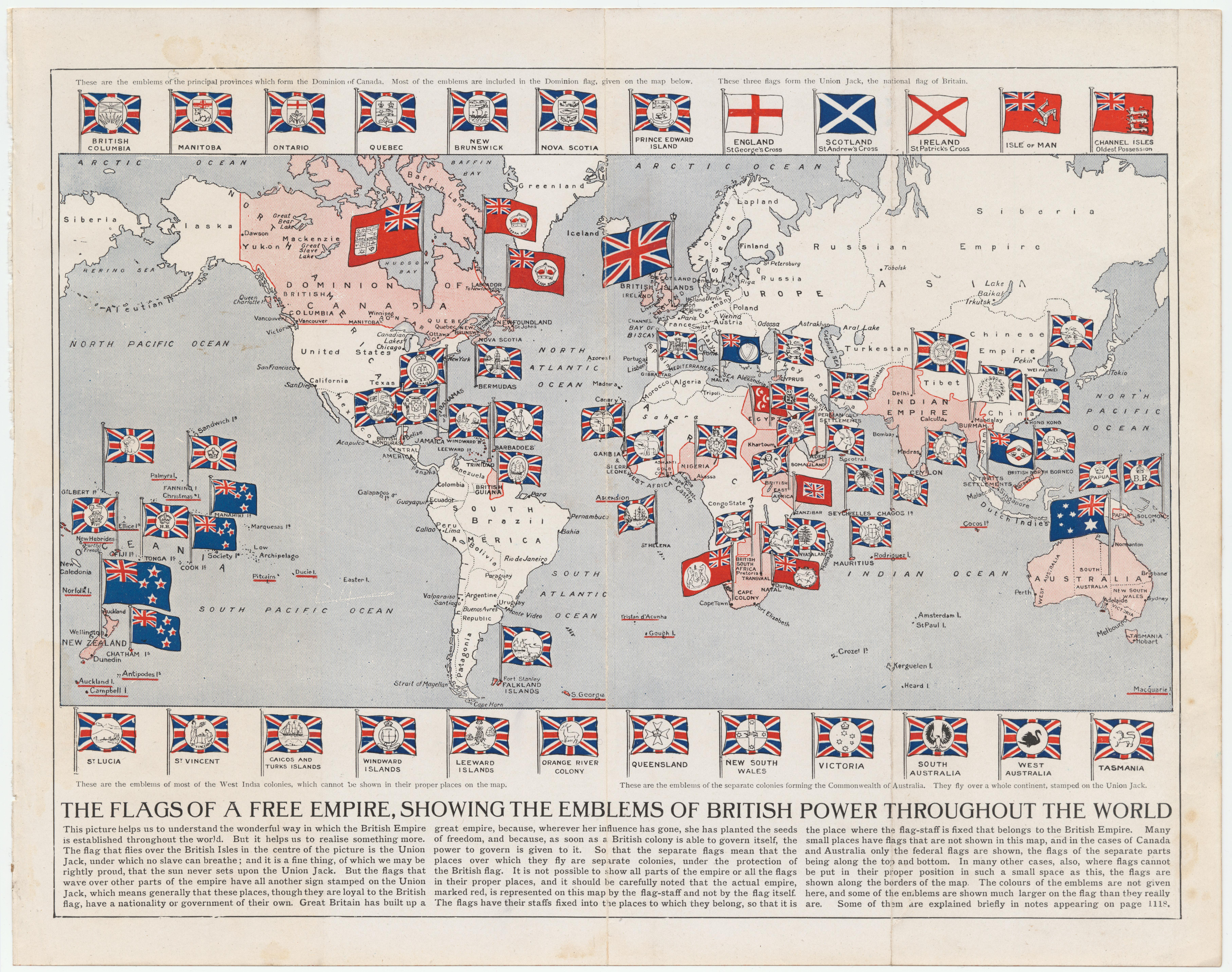
Una elaborata mappa dell'Impero Britannico nel 1910.

Alcuni storici hanno definito il periodo tra il 1815 e il 1914 come il "secolo imperiale" della Gran Bretagna, in cui il territorio dell'impero crebbe di 26 000 000 di km2 mentre la popolazione aumentò di 400 milioni di persone circa. La vittoria su Napoleone lasciò la Gran Bretagna senza alcun pericoloso rivale internazionale, eccetto la Russia per quanto concerneva i territori dell'Asia centrale. Incontrastata nei mari, la Gran Bretagna adottò il ruolo di controllore globale, uno stato di cose in seguito noto come la Pax Britannica e una politica estera di "splendido isolamento". Accanto al controllo formale che fu esercitato sulle sue colonie, la posizione dominante della Gran Bretagna nel commercio mondiale le permise di controllare effettivamente anche le economie di molti altri paesi, come la Cina, l'Argentina e il Siam, talvolta definiti da alcuni storici come appartenenti all'"impero informale".
La potenza imperiale britannica fu agevolata dall'introduzione della nave a vapore e del telegrafo, nuove tecnologie inventate nella seconda metà del XIX secolo, che le permisero così di controllare e difendere efficacemente l'impero. Nel 1902, l'impero britannico fu collegato insieme da una rete di cavi telegrafici, la cosiddetta "All Red Line".

### L'espansione e la compagnia delle Indie orientali in Asia

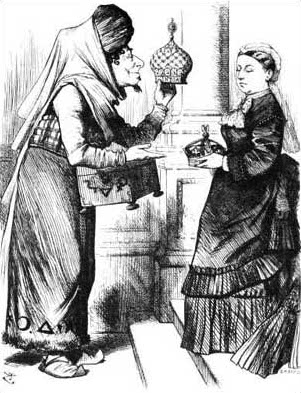
Una vignetta politica del 1876 di Benjamin Disraeli (1804-1881) che rappresenta la regina Vittoria Imperatrice d'India. La didascalia recita "Nuove corone per quelle vecchie!"

L'espansione dell'impero britannico in Asia fu guidata dalla Compagnia britannica delle Indie orientali. Durante la guerra dei sette anni, l'esercito della società e la Royal Navy unirono le loro forze e questa cooperazione continuò in altri contesti al di fuori dell'India, come la cacciata di Napoleone in Egitto (1799), la conquista di Giava dai Paesi Bassi (1811), l'acquisizione di Singapore (1819) e Malacca (1824) e la sconfitta della Birmania (1826).
A partire dal 1730, dalla sua sede in India, la società intraprese un sempre più redditizio commercio di oppio verso la Cina. Questo commercio continuò anche dopo che fu dichiarato illegale dalla dinastia Qing dell'Impero cinese nel 1729, e contribuì a invertire gli squilibri commerciali risultanti dalle ingenti importazioni britanniche di tè, che venivano pagate con ingenti quantità d'argento dai britannici ai cinesi. Nel 1839, la confisca da parte delle autorità cinesi di Canton di 20 000 casse di oppio portò il Regno Unito ad attaccare la Cina in quella che sarebbe passata alla storia come la prima guerra dell'oppio che si concluse con l'acquisizione da parte dei britannici dell'isola di Hong Kong, a quel tempo un modesto insediamento.
Durante la fine del XVIII secolo e l'inizio del XIX, la Corona britannica iniziò ad assumere un ruolo sempre maggiore negli affari della Compagnia. Una serie di leggi del Parlamento furono promulgate, come il Regulating Act of 1773, il Pitt's India Act e la Charter Act of 1813 che regolavano gli affari della Compagnia e stabilivano la sovranità della Corona sui territori acquisiti. La situazione della Compagnia delle Indie Orientali precipitò a causa dei moti indiani del 1857, un conflitto iniziato con l'ammutinamento dei sepoy, truppe indiane sotto il controllo degli ufficiali britannici. Per sedare la ribellione occorsero sei mesi, con pesanti perdite umane su entrambi gli schieramenti. L'anno successivo il governo britannico sciolse la Compagnia e assunse il controllo diretto dell'India attraverso il Government of India Act 1858, che istituì il Raj britannico, con il quale venne nominato un governatore generale e la regina Vittoria fu incoronata Imperatrice d'India. L'India divenne il bene più prezioso dell'impero, "il gioiello nella corona", e fu la più importante fonte della potenza della Gran Bretagna.
Intorno alla fine del XIX secolo, una serie di raccolti gravemente scarsi portarono nel subcontinente a carestie diffuse in cui si stima che oltre 15 milioni di persone siano morte. Durante il suo mandato, la Compagnia delle Indie Orientali non fu in grado di realizzare una qualsiasi politica coordinata per affrontare carestie. Più tardi, sotto il diretto dominio britannico vennero create commissioni dopo ogni carestia al fine di individuarne la causa e attuare nuove politiche; un sistema che dovette aspettare gli inizi del 1900 perché dimostrasse i suoi effetti.

### L'India britannica

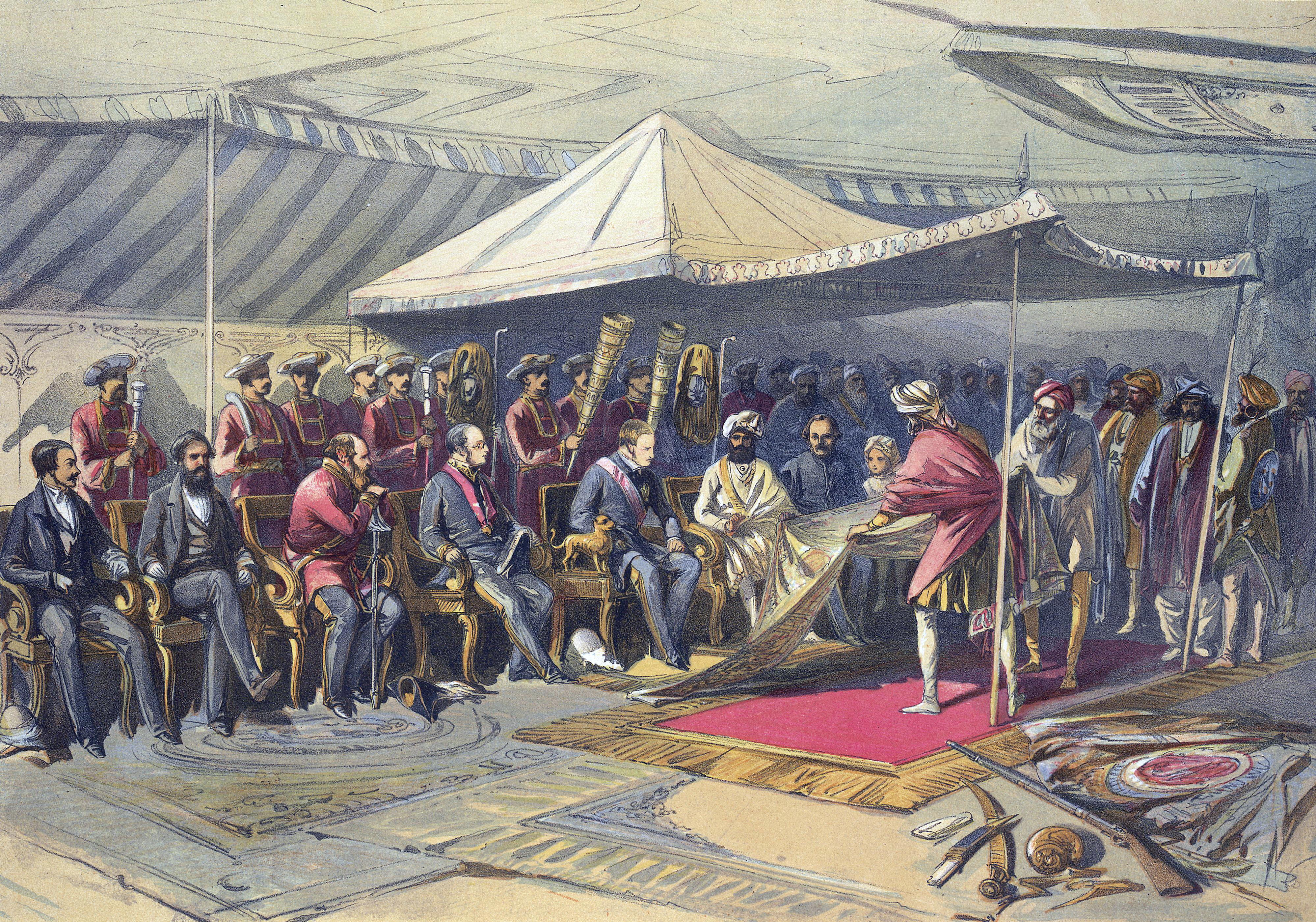
Il viceré dell'India britannica, Lord Canning, incontra il maharaja Ranbir Singh, 9 marzo 1860

La perla della Compagnie delle Indie era appunto l'India, governata da un viceré britannico (dal 1858) con sede prima a Calcutta (1858 - 1931) e poi a Nuova Delhi (1931 - 1947). A seguito della completa conquista del territorio indiano nel 1876 la regina Vittoria si fregiò del titolo di “imperatrice dell'India”. In quel paese sterminato, 200 000 inglesi, tra militari e funzionari, controllavano 130 milioni di indiani sparsi su un territorio immenso, denominato “sub-continente indiano”. In esso si parlavano un centinaio di lingue diverse e si praticavano tre religioni principali, induismo, buddismo, islamismo.
Nel XIX secolo la Compagnia delle Indie, colpevole di corruzione e di truffe ai danni dello Stato, fu liquidata e il governo britannico assunse direttamente l'amministrazione della penisola indiana. I funzionari britannici, sostenuti dagli aristocratici indù, compirono mosse di grande peso che avevano come obbiettivo la modernizzazione del paese. Tra il 1850 e il 1900 furono costruiti i binari che avrebbero collegato la maggior parte del territorio indiano, la famosa Ferrovia indiana peninsulare collegava direttamente Bombay a Calcutta riducendo di molto il viaggio a piedi o via elefante tra le due maggiori città. Nel 1880 partì il servizio postale e la prima rete telegrafica elettrica, furono incrementati i canali d'irrigazione dei campi. Furono fondate anche tre grandi università, per l'educazione occidentale delle popolazioni locali.
L'intento dei britannici era di esportare il loro modello in modo da formare una élite appartenente alle preesistenti caste elevate, che li coadiuvassero nella gestione dell'immenso territorio indiano. La divisione interna etnico-religiosa degli indiani (hindu, musulmani, sikh, ecc.) contribuì all'attuazione della politica britannica del "divide et impera" già utilizzata dai romani, ovvero quel tipo di politica atta a mantenere e favorire le divisioni tra le popolazioni indiane, in modo tale che il governo britannico non fosse mai messo in discussione e le varie lotte interne vedessero quindi il governo inglese come arbitro e l'unico in grado di mantenere la pace nel sub-continente. La politica di pacificazione e divisione attuata dai vari governatori e viceré britannici contribuì al non formarsi di rivolte contro gli stessi inglesi almeno fino agli anni '20 del '900.
Nel corso della seconda metà del XIX secolo l'amministrazione britannica attuò numerose riforme per lo sviluppo dell'India e anche in campo giuridico. Agli indiani fin dal 1858 era concesso esprimere un voto nelle assemblee provinciali, voto che permetteva ad un ristretto gruppo di persone di essere eletti ad una specie di camera bassa che collaborava con il governatore britannico della provincia nella gestione della stessa. Questo sistema democratico di voto è tutt'oggi presente nelle province indiane, nel 1860 fu emanato il 1º codice civile valevole per tutto il territorio dell'Impero Indiano, oltre ad essere un grande strumento democratico in quanto considerava ogni suddito indiano indipendentemente dalla casta uguale di fronte alla legge fu anche uno dei più completi. Ancora oggi infatti la sua sostanza è alla base del codice civile indiano. Il codice civile mise fine anche al dispotico governo dei Maharaja, questi ultimi infatti si dovettero adeguare alle nuove disposizioni e nonostante non fu ben accetto da tutti nel tempo esso diede i suoi buoni frutti.

### La rivalità con la Russia

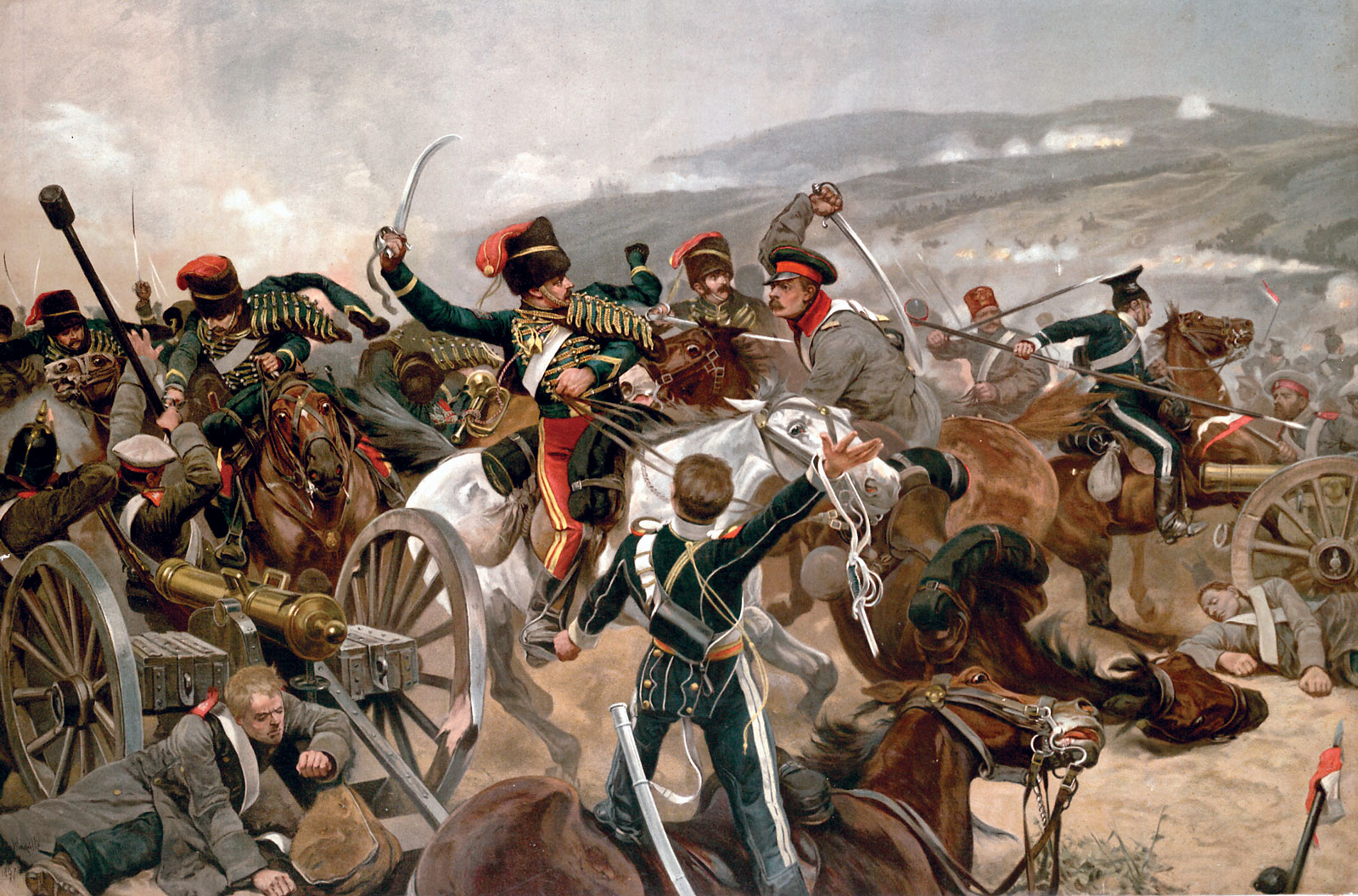
La cavalleria inglese carica contro le forze russe nella Battaglia di Balaklava nel 1854.

Nel corso del XIX secolo, la Gran Bretagna e l'impero russo si fronteggiarono per riempire i vuoti di potere lasciati dal declino dell'Impero ottomano, della dinastia Qajar e della dinastia Qing. Questa rivalità in Eurasia venne ad essere conosciuta come il "Grande gioco". Per quanto riguarda gli interessi della Gran Bretagna, le sconfitte inflitte dalla Russia alla Persia e alla Turchia dimostrarono l'ambizione e le capacità dell'impero russo e alimentarono i timori di una possibile invasione via terra dell'India. Nel 1839, la Gran Bretagna pensò di anticipare gli eventi invadendo l'Afghanistan, ma la prima guerra anglo-afghana ebbe un esito disastroso.
Quando, nel 1852, la Russia invase i Balcani turchi, i timori di un dominio russo nel Mar Mediterraneo e nel Medio Oriente convinse la Gran Bretagna e la Francia ad invadere la penisola di Crimea al fine di distruggere le capacità navali russe. La conseguente guerra di Crimea (1854-1856), che vide l'introduzione delle nuove tecniche della guerra moderna, fu l'unica guerra globale combattuta tra la Gran Bretagna e un'altra potenza imperiale durante la Pax Britannica, si concluse, dopo combattimenti lunghi e sanguinosi, con la sconfitta della Russia. Tuttavia, la situazione in Asia centrale rimase irrisolta per altri due decenni, con la Gran Bretagna che annette il Balucistan nel 1876 mentre la Russia si allargò a comprendere la Kirghizia, il Kazakistan e il Turkmenistan. Per un po' di tempo sembrò che un'altra guerra sarebbe stata inevitabile, ma nel 1878 i due Paesi raggiunsero un accordo sulle rispettive sfere di influenza nella regione e, nel 1907, su tutte le questioni in sospeso nel con la firma dell'accordo anglo-russo per l'Asia. La distruzione della marina russa da parte dei giapponesi nella battaglia di Port Arthur durante la guerra russo-giapponese del 1904-1905, contribuì a limitare la loro possibile minaccia.

### L'espansione in Africa

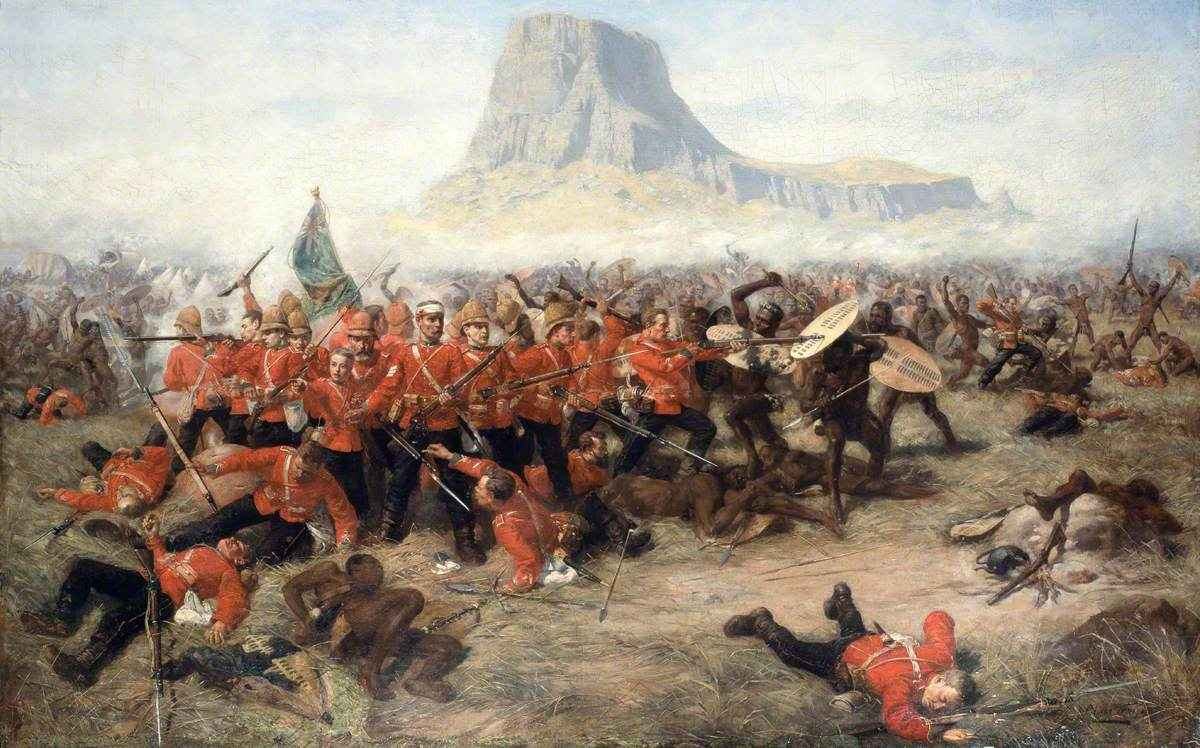
Guerra anglo-zulu, L'ultima resistenza a Isandlwana, 22 gennaio 1879

Nel 1652, la Compagnia Olandese delle Indie Orientali aveva fondato la Colonia del Capo sulla punta meridionale dell'Africa come stazione di passaggio per le navi che viaggiano da e per le colonie nelle Indie orientali. Nel 1806, la Gran Bretagna acquisì formalmente la colonia e la sua vasta popolazione di afrikaner (o Boeri), dopo averla occupata fin dal 1795 per prevenire che cadesse in mani francesi, dopo l'invasione dei Paesi Bassi da parte della Francia. Dopo il 1820, l'immigrazione britannica iniziò a crescere e ciò spinse migliaia di boeri, insoddisfatti del dominio britannico, a nord per fondare la loro repubblica, tuttavia di breve durata, in una migrazione chiamata "Grande Trek" che durò dalla fine degli anni 1830 ai primi anni 1840. Durante questo periodo, i Voortrekker si scontrarono ripetutamente con i britannici, quest'ultimi progettavano un'espansione in Sudafrica comprendendo le popolazioni Basotho e Zulu. Alla fine, i boeri, stabilirono due repubbliche che ebbero una vita più lunga: la Repubblica del Sudafrica o Repubblica del Transvaal (1852-1877; 1881-1902) e lo Stato Libero dell'Orange (1854-1902). Nel 1902, la Gran Bretagna occupò entrambe le Repubbliche, grazie al trattato di Vereeniging conseguente alla fine della seconda guerra boera (1899-1902).

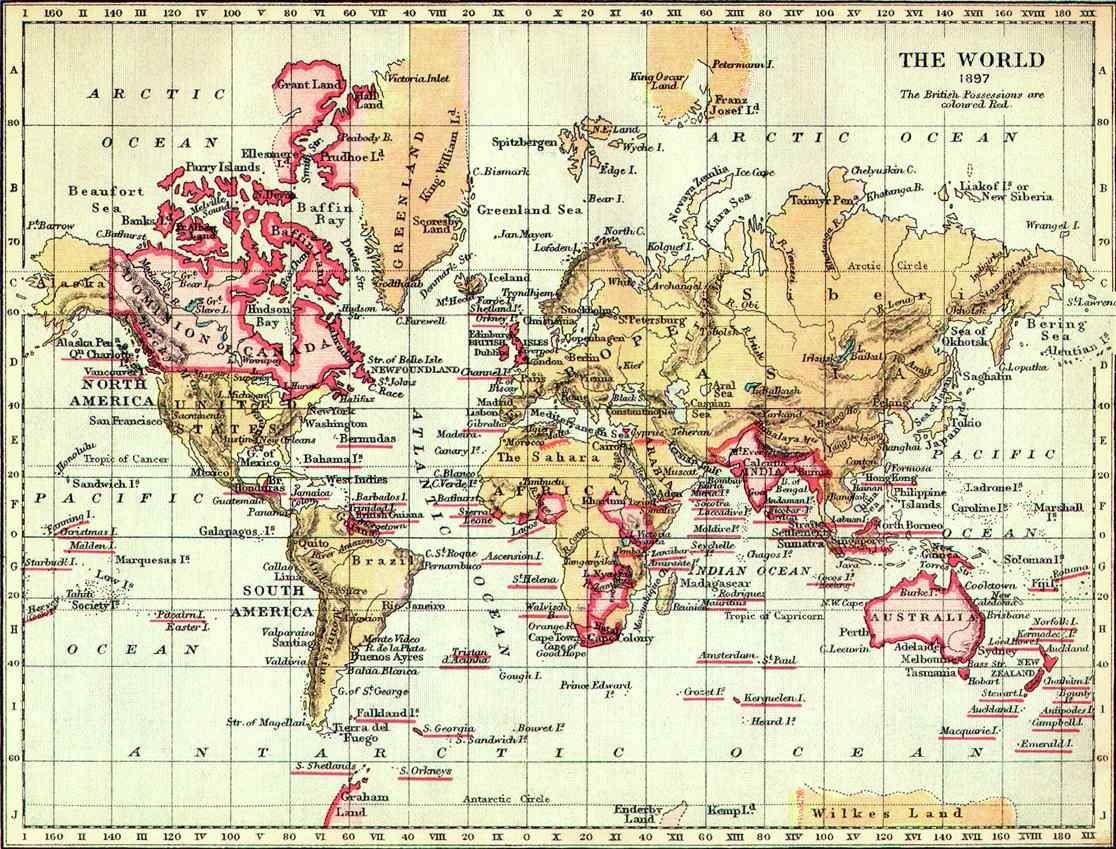
L'Impero britannico nel 1897 (anno del giubileo di diamante della regina Vittoria del Regno Unito) segnato in rosa, il colore tradizionale per i domini britannici sulle mappe.

Nel 1869, sotto l'imperatore francese Napoleone III venne aperto il canale di Suez, che permette il passaggio tra Mar Mediterraneo e Oceano Indiano. Inizialmente gli inglesi si opposero a questa opera; tuttavia, una volta aperto, il suo valore strategico fu subito ben chiaro e divenne la "vena giugulare dell'Impero". Nel 1875, il governo conservatore di Benjamin Disraeli acquisì dal sovrano egiziano, Isma'il Pascià, fortemente indebitato, il 44% della proprietà del canale per 4 milioni di £ (340 milioni di sterline del 2013). Il controllo finanziario anglo-francese congiunto con l'Egitto si concluse nella vera e propria occupazione britannica nel 1882. I francesi rimasero ancora azionisti di maggioranza e tentarono di indebolire la posizione britannica, ma un compromesso fu raggiunto grazie alla Convenzione di Costantinopoli del 1888, che rese ufficialmente il territorio del canale neutrale.
Con l'attività francese, belga e portoghese nella parte bassa della regione del bacino del fiume Congo fu necessario l'intervento delle diplomazie con la Conferenza di Berlino del 1884-1885 al fine di regolare la concorrenza tra le potenze europee nel colonialismo in Africa definendo "occupazione effettiva" come criterio per il riconoscimento internazionale delle rivendicazioni territoriali. Il colonialismo proseguì nel 1890 e la Gran Bretagna riconsiderò la sua decisione, del 1885, di ritirarsi dal Sudan. Una forza congiunta di truppe inglesi ed egiziane sconfisse l'esercito Mahdist nel 1896 e due anni dopo respinse un'invasione francese in un evento noto come crisi di Fascioda. Il Sudan fu nominalmente un territorio Anglo-Egiziano, ma di fatto una colonia britannica.
Le acquisizioni territoriali britanniche in Africa del sud e est fecero sì che Cecil Rhodes, pioniere dell'espansione britannica in Africa, proponesse una ferrovia "Capo al Cairo" che collegasse lo strategicamente importante canale di Suez al sud ricco di minerali. Un'opera che, tuttavia, rimase incompiuta.

### Le modifiche allo stato giuridico dell'Irlanda e delle Americhe

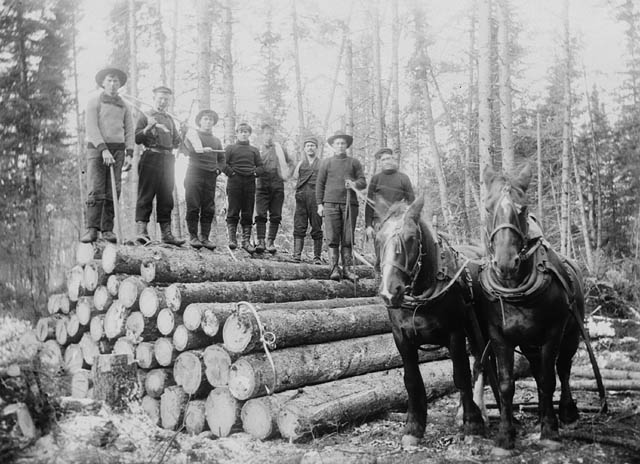
La più grande industria del Canada in termini di occupazione e di valore del prodotto fu il commercio del legname. Ontario, circa 1900.

Il percorso per l'indipendenza delle colonie bianche dell'impero britannico iniziò nel 1839 con la relazione di Durham, che propose l'unificazione e l'autogoverno per l'Alto e il Basso Canada, come soluzione per i frequenti disordini politici. Nel 1840 passò l'Act of Union, che istituì la Provincia del Canada e un governo responsabile venne concesso alla Nuova Scozia nel 1848, concessione che fu presto estesa alle altre colonie nordamericane britanniche. Con il passaggio del The British North America Act del 1867 dal Parlamento britannico, l'Alto e Basso Canada, il Nuovo Brunswick e la Nuova Scozia andarono a formarono il Dominion del Canada, una confederazione che godette di piena autonomia amministrativa, ad eccezione delle relazioni internazionali. L'Australia e la Nuova Zelanda, raggiunsero forme simili di autogoverno solo dopo il 1900, con l'istituzione della federazione dell'Australia nel 1901. il termine "stato di dominion" fu ufficialmente introdotto in occasione della Conferenza coloniale del 1907.
Gli ultimi decenni del XIX secolo videro la campagna elettorale concentrata sulle home rule irlandesi. L'Irlanda si unì con la Gran Bretagna, andando a formare il Regno Unito di Gran Bretagna e Irlanda, grazie all'Atto di Unione del 1800, successivo alla rivolta irlandese del 1798 e della grande carestia irlandese che colpì il paese tra il 1845 e il 1852. Le home rule furono sostenute dal primo ministro britannico, William Gladstone, il quale sperava che il paese avrebbe seguito le orme del Canada come dominion all'interno dell'impero, ma il suo Home Rule Bill del 1886 fu sconfitto in Parlamento. Anche se il disegno di legge, se approvato, avrebbe concesso all'Irlanda meno autonomia rispetto alle province canadesi, molti parlamentari temettero che una Irlanda parzialmente indipendente avrebbe potuto costituire una minaccia per la sicurezza della Gran Bretagna o segnare l'inizio di una disgregazione dell'impero. Un secondo disegno di legge di Home Rule ebbe la stessa sorte per motivi simili. Un terzo fu approvato dal Parlamento nel 1914, ma non ebbe modo di essere applicato per via dello scoppio della prima guerra mondiale che portò alla Rivolta di Pasqua del 1916.

## Le guerre mondiali (1914-1945)
Intorno alla fine del XIX secolo, in Gran Bretagna iniziarono a crescere i timori che non sarebbero stati più in grado di difendere la metropoli e la totalità dell'impero, mantenendo allo stesso tempo la politica dello "splendido isolamento". La Germania, con la sua rapida crescita come potenza militare e industriale, fu all'epoca vista come il più probabile avversario per una eventuale futura guerra. Riconoscendo la situazione tesa nel Pacifico e la minaccia della marina imperiale tedesca, la Gran Bretagna formò, nel 1902, un'alleanza con il Giappone con i suoi vecchi nemici Francia e Russia, rispettivamente nel 1904 e nel 1907.

### La prima guerra mondiale

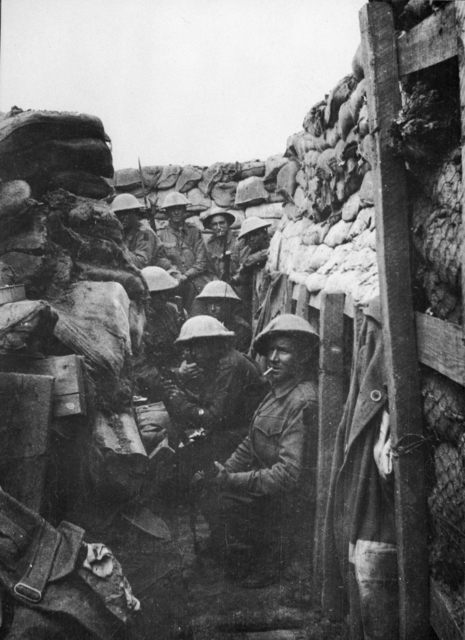
I soldati della 5ª divisione australiana, in attesa di attaccare durante la battaglia di Fromelles, 19 luglio 1916.

I timori della Gran Bretagna di una possibile guerra con la Germania si concretizzarono nel 1914 con lo scoppio della prima guerra mondiale. Immediatamente la Gran Bretagna invase e occupò la maggior parte delle colonie d'oltremare della Germania in Africa. Nel Pacifico, l'Australia e la Nuova Zelanda occuparono rispettivamente la Nuova Guinea tedesca e Samoa. I piani per una divisione post-bellica dell'impero ottomano, che si schierò in guerra a fianco della Germania, furono segretamente redatti dalla Gran Bretagna e dalla Francia nel quadro dell'accordo Sykes-Picot del 1916. Questo accordo non fu divulgato a al-Husayn ibn Ali, Sharif della Mecca, che fu incoraggiante gli inglesi a lanciare una rivolta araba contro i loro governanti ottomani, dando l'impressione che la Gran Bretagna sostenesse la creazione di uno stato arabo indipendente.

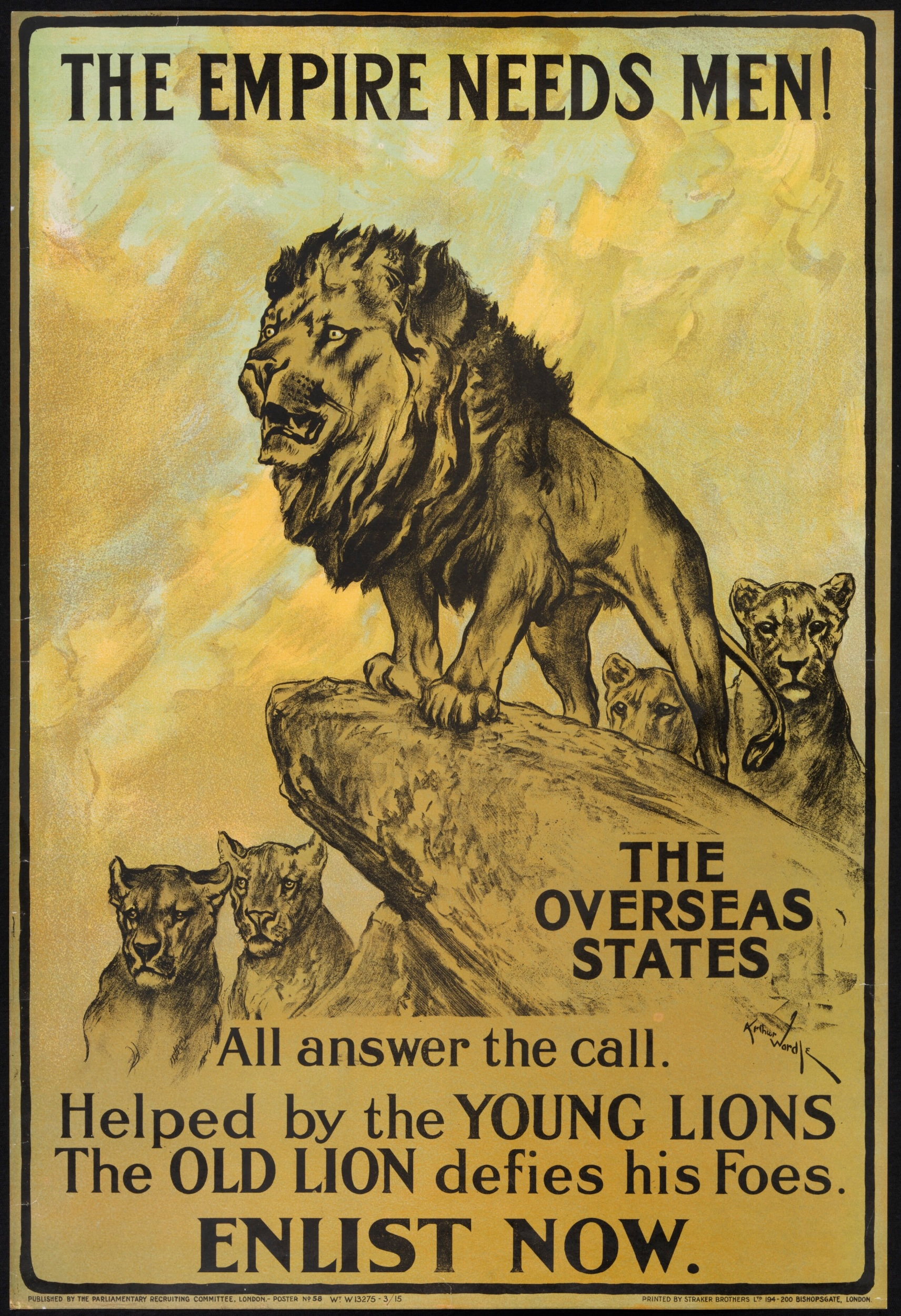
Un manifesto sollecita uomini dai Paesi dell'Impero ad arruolarsi nell'esercito britannico.

La dichiarazione di guerra britannica contro la Germania e i suoi alleati coinvolse le colonie e i Domini che fornirono preziosi aiuti in termini di personale militare, sostegno finanziario e materiali. Oltre 2,5 milioni di uomini servì negli eserciti dei Domini, così come molte migliaia di volontari provenienti dalle colonie della Corona. I contributi e i sacrifici delle truppe australiane e neozelandesi durante la Campagna di Gallipoli del 1915 contro l'Impero Ottomano, ebbero in patria un grande impatto sulla coscienza nazionale e segnarono un momento decisivo nel passaggio dell'Australia e della Nuova Zelanda da colonie a nazioni completamente autonome. I paesi continuano a commemorare questi eventi in occasione dell'ANZAC Day. I canadesi vinsero la battaglia del crinale di Vimy in una simile prospettiva. L'importante contributo dei Domini per lo sforzo bellico fu riconosciuto nel 1917 dal primo ministro britannico David Lloyd George quando invitò ciascuno dei primi ministri dei Domini di partecipare a un gabinetto imperiale di guerra per coordinare la politica imperiale.
Secondo i termini del conclusivo trattato di Versailles firmato nel 1919, l'impero raggiunse l'apice delle sue dimensioni con l'acquisizione di 4700000 km² di territorio e 13 milioni di nuovi soggetti. Le colonie della Germania e dell'impero ottomano furono distribuite alle potenze alleate come mandato della Società delle Nazioni. La Gran Bretagna annesse la Palestina, la Transgiordania, l'Iraq, parti del Camerun e del Togo e il controllo di Tanganica. Gli stessi Domini acquisirono dei territori: l'Unione Sudafricana acquisì il Sud-Africa occidentale (l'attuale Namibia), l'Australia la Nuova Guinea tedesca, la Nuova Zelanda la Samoa Occidentale. Nauru fu di fatto controllata da un mandato combinato dalla Gran Bretagna e dai due Domini del Pacifico.

### Il periodo interbellico

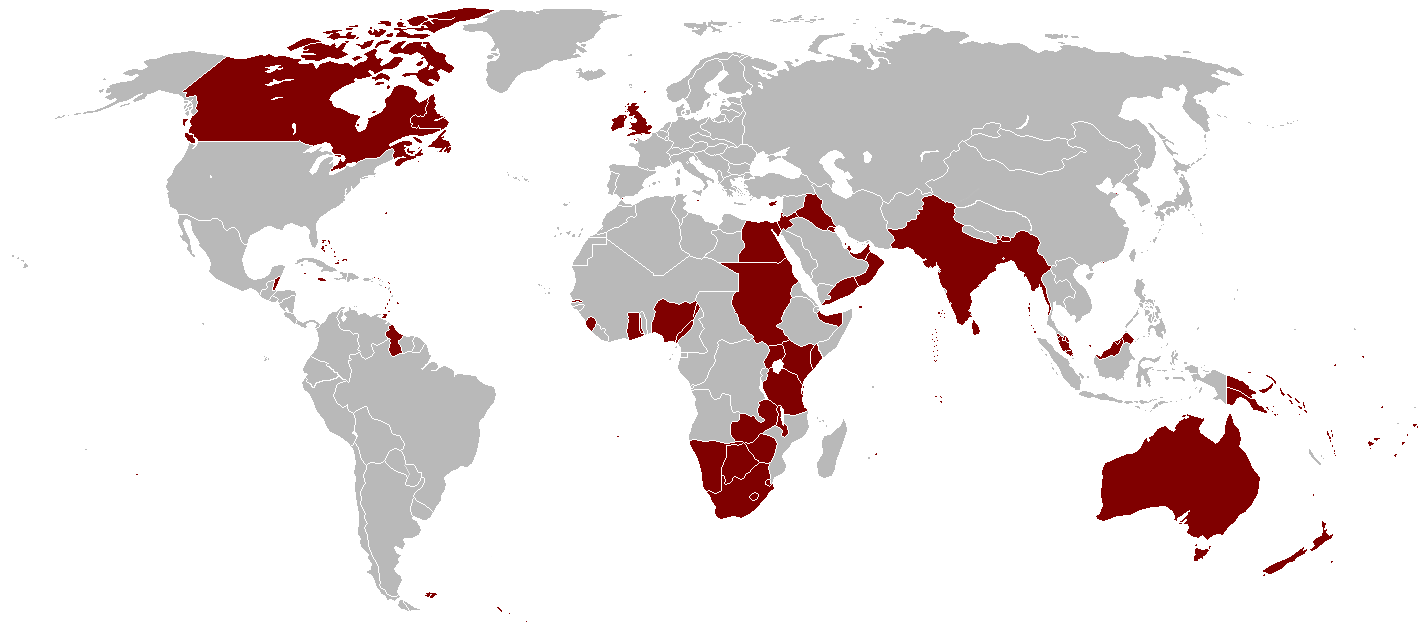
Territori dell'Impero Britannico al suo apice nel 1921.

Il cambiamento nell'ordine mondiale conseguente alla guerra, in particolare la crescita degli Stati Uniti e del Giappone come potenze navali, e l'aumento dei movimenti indipendentisti in India e in Irlanda, portò a una grande rivalutazione della politica imperiale britannica. Costretta a scegliere tra un allineamento con gli Stati Uniti o con il Giappone, la gran Bretagna scelse di non rinnovare l'alleanza con l'impero nipponico e siglò il trattato navale di Washington, dove la gran Bretagna accettò la parità navale con gli Stati Uniti. Questa fu oggetto di molte discussioni in Gran Bretagna nel corso del 1930, in quanto governi militaristici presero piede in Giappone e in Germania aiutati in parte dalla grande depressione, poiché si temeva che l'impero non avrebbe potuto sopravvivere a un attacco simultaneo da parte di entrambe le nazioni. Anche se la questione della sicurezza dell'impero fu una seria preoccupazione in Gran Bretagna, allo stesso tempo l'impero rappresentava un fondamento vitale per l'economia britannica.
Nel 1919, le frustrazioni causate dai ritardi nella soluzione della causa irlandese portò i membri del Sinn Féin, un partito indipendentista che aveva vinto la maggioranza dei seggi irlandesi a Westminster nelle elezioni generali britanniche del 1918, di stabilire un gruppo a Dublino che dichiarò l'indipendenza della nazione. Contemporaneamente, gli appartenenti alla Irish Republican Army iniziarono una guerriglia contro l'amministrazione britannica. La guerra anglo-irlandese si è conclusa nel 1921 con un nulla di fatto e la firma del Trattato anglo-irlandese istituì lo Stato Libero d'Irlanda, un dominiom all'interno dell'Impero Britannico con un'effettiva indipendenza interna ma ancora costituzionalmente legato alla Corona britannica. L'Irlanda del Nord, composta da sei delle 32 contee irlandesi, tramite il Government of Ireland Act esercitò immediatamente l'opzione di mantenere lo status esistente all'interno del Regno Unito.

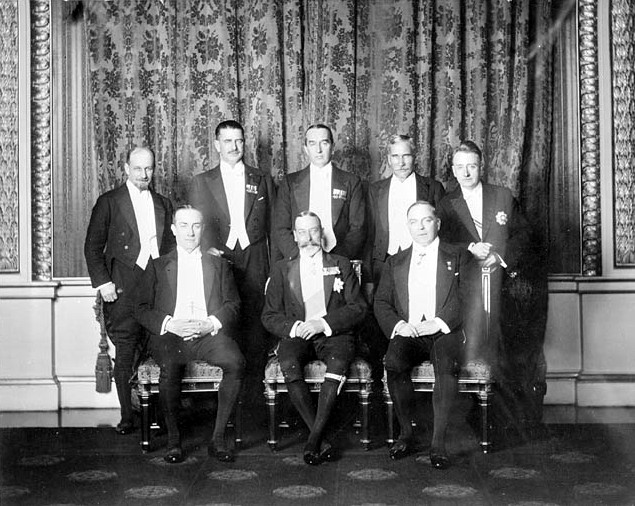
Giorgio V del Regno Unito con i primi ministri britannici e dei domini in occasione della Conferenza Imperiale 1926.

Un simile disputa iniziò nell'India quando il Government of India Act del 1919 non riuscì a soddisfare le richieste per l'indipendenza. Preoccupazioni per l'infiltrazione di movimenti comunisti e di intromissioni estere a seguito della cospirazione di Ghadar portò al deteriorarsi della situazione; il Rowlatt Act contribuì ulteriormente a questo. Vi furono diverse manifestazioni di protesta, in particolare nella regione del Punjab, le cui le misure repressive culminarono nel massacro di Amritsar. In Gran Bretagna l'opinione pubblica fu divisa sulla legittimità dell'intervento, tra chi lo considerò come inevitabile per aver salvato l'India dall'anarchia e coloro lo videro con disgusto. Il successivo movimento movimento di non cooperazione fu sospeso nel marzo 1922 a seguito dell'incidente di Chauri Chaura e il malcontento continuò a covare per i successivi 25 anni.
Nel 1922, all'Egitto, che allo scoppio della prima guerra mondiale era stato dichiarato un protettorato britannico, fu formalmente concessa l'indipendenza, anche se fino al 1954 continuò ad essere uno stato cliente. Le truppe britanniche rimasero di stanza in Egitto fino alla firma del trattato anglo-egiziano del 1936, in base al quale fu deciso che esse sarebbero state ritirate, tuttavia continuando ad occupare e difendere la zona del Canale di Suez. In cambio, l'Egitto fu assistito perché si unisse alla Società delle Nazioni. L'Iraq, un mandato britannico dal 1920, entrò anch'esso nella Società, dopo aver raggiunto l'indipendenza dalla Gran Bretagna nel 1932. In Palestina, la Gran Bretagna fu alle prese con il problema di mediare tra le comunità arabe ed ebraiche. Con la Dichiarazione di Balfour del 1917, in cui furono esplicitati i termini del mandato, fu deciso che un "focolare nazionale" per il popolo ebraico sarebbe stato stabilito in Palestina. Ciò portò ad un aumento della conflittualità con la popolazione araba, che si ribellò apertamente nel 1936, nella cosiddetta grande rivolta araba. Nel corso del 1930, con l'aumentare della minaccia di guerra in Germania, la Gran Bretagna giudicò il sostegno della popolazione araba in Medio Oriente più importante dell'istituzione di uno stato ebraico nella terra d'origine, e quindi si mutò verso una posizione pro-araba, limitando l'immigrazione ebraica e di conseguenza innescando una rivolta di quest'ultimi.
La possibilità dei Domini di decidere la propria politica estera, in modo indipendente dalla Gran Bretagna, fu riconosciuta dalla Conferenza Imperiale del 1923. La richiesta dell'anno precedente della Gran Bretagna di assistenza militare da parte dei Domini allo scoppio della crisi di Çanakkale fu rigettata dal Canada e dal Sudafrica, il Canada rifiutò anche di essere vincolata al Trattato di Losanna del 1923. A seguito di pressioni da parte di Irlanda e Sudafrica, la Conferenza Imperiale 1926 emesse la dichiarazione di Balfour, in cui si asseriva che i Domini fossero "Comunità autonome all'interno l'impero britannico, pari ad uno stato, in alcun modo subordinate l'un l'altro" all'interno di un "Commonwealth delle nazioni". Grazie allo statuto di Westminster del 1931 i parlamenti del Canada, Australia, Nuova Zelanda, dell'Unione del Sudafrica, dello Stato libero d'Irlanda e Terranova erano ormai indipendenti dal controllo legislativo britannico, potendo annullare le leggi promosse senza il loro consenso. Nel 1933 a Terranova venne ripristinato lo stato coloniale in seguito alle sofferenze finanziarie dovute alla Grande depressione. L'Irlanda prese ulteriori distanze dalla Gran Bretagna con l'introduzione, nel 1937, di una nuova costituzione, che la rese una repubblica a tutti gli effetti.

### La seconda guerra mondiale

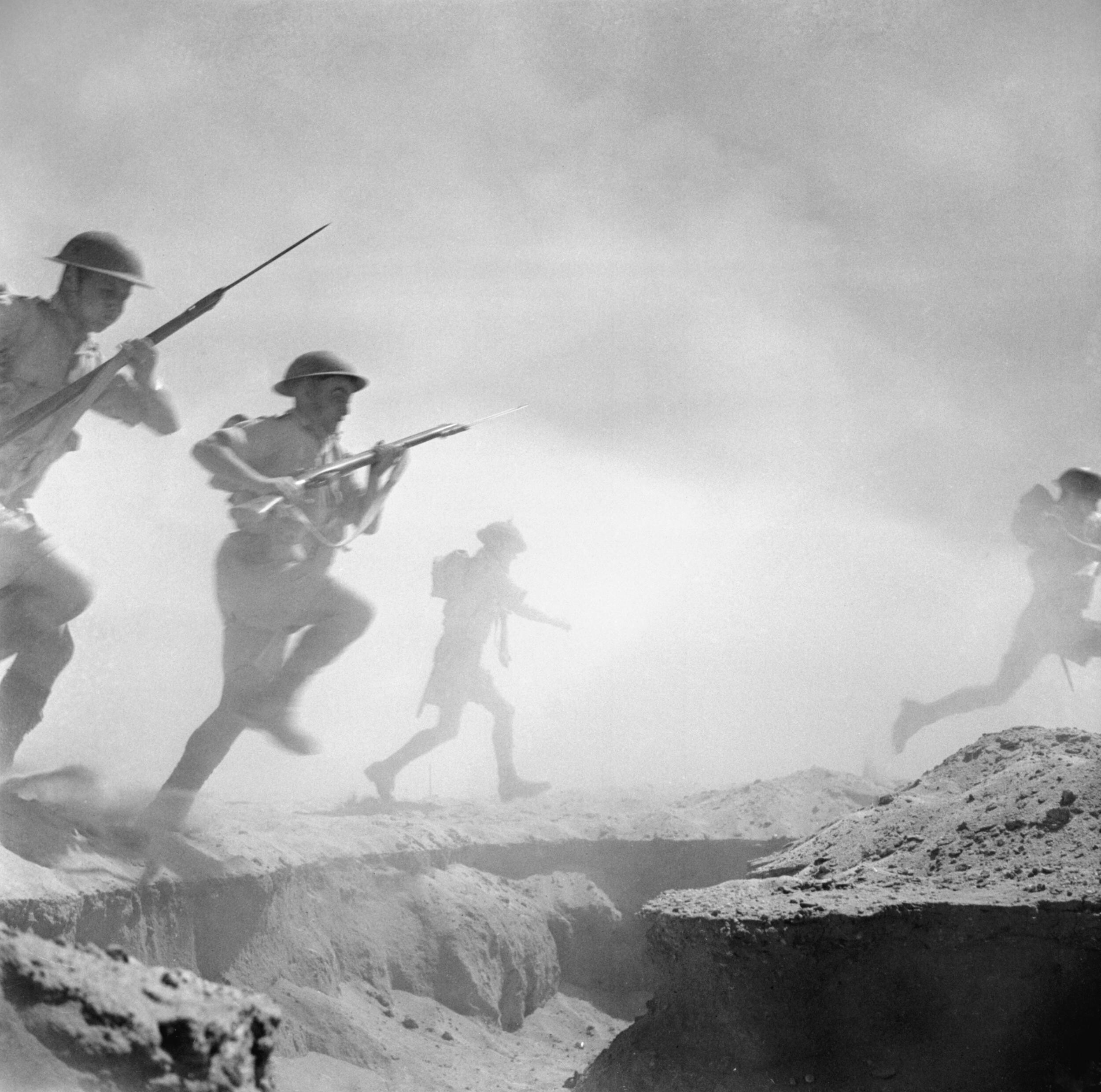
Durante la seconda guerra mondiale, l'Ottava Armata fu costituita da unità provenienti da molti paesi diversi dell'Impero Britannico e del Commonwealth. Combatté nella campagna del Nordafrica e in quella d'Italia.

La dichiarazione di guerra della Gran Bretagna alla Germania nazista del settembre 1939 includeva le colonie della Corona e l'India, ma non automaticamente i dominiom di Australia, Canada, Nuova Zelanda, Terranova e Sudafrica. Tuttavia, presto tutte dichiararono guerra alla Germania, tranne lo Stato Libero d'Irlanda che scelse di rimanere neutrale per tutto il conflitto.
Dopo l'occupazione tedesca della Francia, iniziata nel 1940, la Gran Bretagna con il suo impero fronteggiò da sola la Germania, fino all'ingresso dell'Unione Sovietica nel conflitto nel 1941. Il primo ministro britannico Winston Churchill esercitò pressioni sul presidente statunitense Franklin Delano Roosevelt per ricevere aiuti militari, ma Roosevelt non era ancora pronto a chiedere al Congresso di impegnare il paese in guerra. Nel mese di agosto 1941, Churchill e Roosevelt si incontrarono e firmarono la Carta Atlantica, in cui comprendeva l'affermazione "il diritto di tutti i popoli di scegliere la forma di governo sotto cui vivono" dovrebbe essere rispettato. Questa formulazione fu ambigua sul fatto che poteva riferirsi sia i paesi europei invasi dalla Germania o ai popoli colonizzati dalle nazioni europee, e in seguito fu oggetto di diverse interpretazioni dagli inglesi, dagli americani e dai movimenti nazionalisti.
Nel dicembre del 1941, il Giappone lanciò, in rapida successione, attacchi contro la Malesia britannica, contro la base navale degli Stati Uniti a Pearl Harbor, e a Hong Kong. Secondo Churchill l'ingresso degli Stati Uniti nella guerra fu una certezza per assicurarsi la vittoria e per il futuro dell'impero, tuttavia il modo in cui le forze britanniche vennero rapidamente sconfitte in Estremo Oriente danneggiò irreversibilmente il prestigio della Gran Bretagna come potere imperiale. La caduta di Singapore fu l'evento più critico, infatti in precedenza essa era considerata come una fortezza inespugnabile e l'equivalente orientale di Gibilterra. La consapevolezza che la Gran Bretagna non fosse in grado di difendere l'intero impero, spinse Australia e Nuova Zelanda, che si sentirono minacciate dalle forze giapponesi, a stringere legami più stretti con gli Stati Uniti. Ciò portò, nel 1951, alla stipula del patto ANZUS tra Australia, Nuova Zelanda e Stati Uniti d'America.

### Carestia del Bengala del 1943-1944
La carestia del Bengala del 1943-1944 è stata una carestia verificatasi nella regione del Bengala durante la seconda guerra mondiale. La regione faceva parte dell'India britannica, ma l'Esercito imperiale giapponese aveva occupato la Birmania e controllava il golfo del Bengala. L'emergenza iniziò in seguito ad un'inondazione che nell'ottobre 1942 distrusse i raccolti. Il numero delle vittime, a seconda delle stime, varia tra i due e i quattro milioni di persone.

## La decolonizzazione e il declino (1945-1997)
Nonostante l'Impero Britannico (in particolare il Regno Unito) fosse uscito vincitore dalla seconda guerra mondiale, gli effetti del conflitto furono profondi, sia in patria sia all'estero. Gran parte dell'Europa, un continente che aveva per diversi secoli dominato il mondo, era in rovina e parte del territorio risultava occupato dagli eserciti degli Stati Uniti e dell'Unione Sovietica, ora detentori dell'equilibrio mondiale. In sostanza la Gran Bretagna fu lasciata in bancarotta, con l'insolvenza evitata solo nel 1946 dopo la negoziazione di un prestito di 4,33 miliardi di dollari statunitensi (56 miliardi del 2012), da parte dagli Stati Uniti, la cui ultima rata fu rimborsata nel 2006. Allo stesso tempo, aumentarono i movimenti anti-coloniali nelle colonie delle nazioni europee. La situazione si complicò ulteriormente dalla rivalità sempre più accesa tra Stati Uniti e Unione Sovietica, in quella che fu definita come "guerra fredda".
In linea di principio, entrambe le nazioni si opposero al colonialismo europeo. In pratica, tuttavia, l'anticomunismo statunitense prevalse sull'antimperialismo e, pertanto, gli Stati Uniti sostennero l'esistenza dell'Impero Britannico al fine di mantenere l'espansione comunista sotto controllo. In definitiva, il discorso "Wind of Change" del primo ministro britannico Harold Macmillan fece intendere che l'impero aveva i giorni contati e nel complesso la Gran Bretagna adottò una politica di disimpegno pacifico su undici colonie politicamente stabili, i cui governi non comunisti erano disponibili a prendersi in carico il potere. Questa decisione fu in contrasto con le altre potenze europee, come la Francia e il Portogallo, che condussero costose e fallimentari guerre per mantenere intatto il loro impero. Tra il 1945 e il 1965, il numero di persone sotto il dominio britannico, al di fuori del Regno Unito, scese da 700 milioni a cinque milioni, tre dei quali erano abitanti di Hong Kong.

### Il disimpegno nel secondo dopoguerra

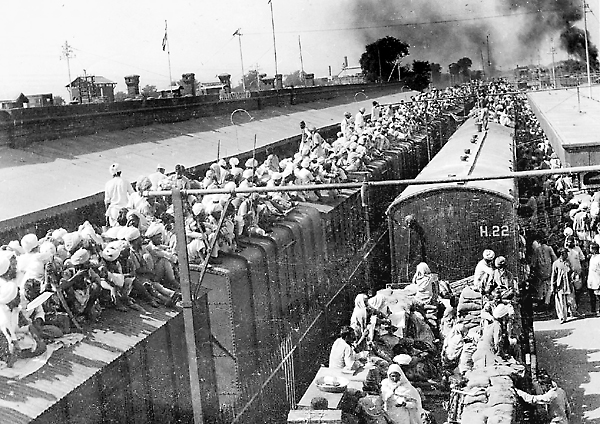
Circa 14,5 milioni di persone persero la loro casa a seguito della divisione dell'India del 1947.

Il governo laburista pro-decolonizzazione, eletto alle elezioni generali il 1945 e guidato da Clement Attlee, si mosse rapidamente per affrontare la questione più urgente per l'impero: l'indipendenza indiana. Due dei maggiori partiti politici, il Congresso Nazionale Indiano e la Lega Musulmana Panindiana, avevano condotto per decenni una campagna per l'indipendenza, ma in sostanziale disaccordo su come essa avrebbe dovuto attuarsi. Il primo proponeva uno stato indiano secolare unitario, considerando che la Lega, temendo la dominazione da parte della maggioranza induista, desiderasse uno stato islamico separato per le regioni a maggioranza musulmana.
L'incremento dei disordini civili e l'ammutinamento del 1946 della Royal Indian Navy portò Attlee a promettere l'indipendenza entro il 1948. Quando l'urgenza della situazione e il rischio di una guerra civile divenne evidente, il viceré di nuova nomina (e ultimo), Lord Mountbatten, anticipò la data al 15 agosto 1947. I confini tracciati dagli inglesi per partizionare in linea di massima l'India in aree indù e aree musulmane lasciarono decine di milioni di persone come minoranze nei nuovi stati indipendenti di India e Pakistan. In seguito milioni di musulmani lasciarono l'India in direzione del Pakistan, mentre gli induisti fecero viceversa, e la violenza tra le due comunità costò centinaia di migliaia di vite. La Birmania e lo Sri Lanka ottennero la loro indipendenza l'anno successivo. India, Pakistan e Sri Lanka divennero membri del Commonwealth, mentre la Birmania scelse di non aderire.
Il Mandato britannico della Palestina, dove una maggioranza araba aveva sempre vissuto accanto ad una minoranza ebraica, si presentò come un problema simile a quello dell'India. La questione fu ulteriormente complicata dall'affluenza di un gran numero di profughi ebrei che cercarono rifugio in Palestina dopo l'Olocausto, mentre gli arabi si opponevano alla creazione di uno stato ebraico. Frustrata dalla intrattabilità del problema, attaccata da parte di organizzazioni ebree paramilitari e per via del costo sempre più crescente legato al mantenimento della sua presenza militare, nel 1947 la Gran Bretagna annunciò che si sarebbe ritirata l'anno successivo, lasciando la soluzione della questione alle Nazioni Unite. L'Assemblea Generale delle Nazioni Unite successivamente votò per un piano di divisione della Palestina in uno stato ebraico e in uno stato arabo.
Dopo la sconfitta del Giappone nella seconda guerra mondiale, i movimenti di resistenza anti-giapponesi in Malaysia rivolsero la loro attenzione verso gli inglesi, che ripresero rapidamente il controllo della colonia, valorizzandola come fonte di gomma e di stagno. I guerriglieri furono principalmente malesi-comunisti cinesi e ciò significò che il tentativo britannico di sedare la rivolta fu sostenuta dalla maggioranza musulmana malese, fermo restando che una volta ristabilito l'ordine sarebbe stata concessa l'indipendenza. L'"emergenza malese", come fu chiamata, iniziò nel 1948 e durò fino al 1960, ma già nel 1957, la Gran Bretagna si sentì abbastanza sicura da concedere l'indipendenza alla Federazione della Malesia all'interno del Commonwealth. Nel 1963, gli 11 stati della federazione, insieme a Singapore, Sarawak e Borneo del Nord si unirono per formare la Malaysia, ma nel 1965 Singapore, a maggioranza cinese, fu espulsa dall'Unione a seguito di tensioni tra i malesi e le popolazioni cinesi. Il Brunei, che dal 1888 fu un protettorato britannico, rifiutò di aderire all'Unione e mantenne il suo stato fino all'indipendenza del 1984.

### La crisi di Suez e le conseguenze

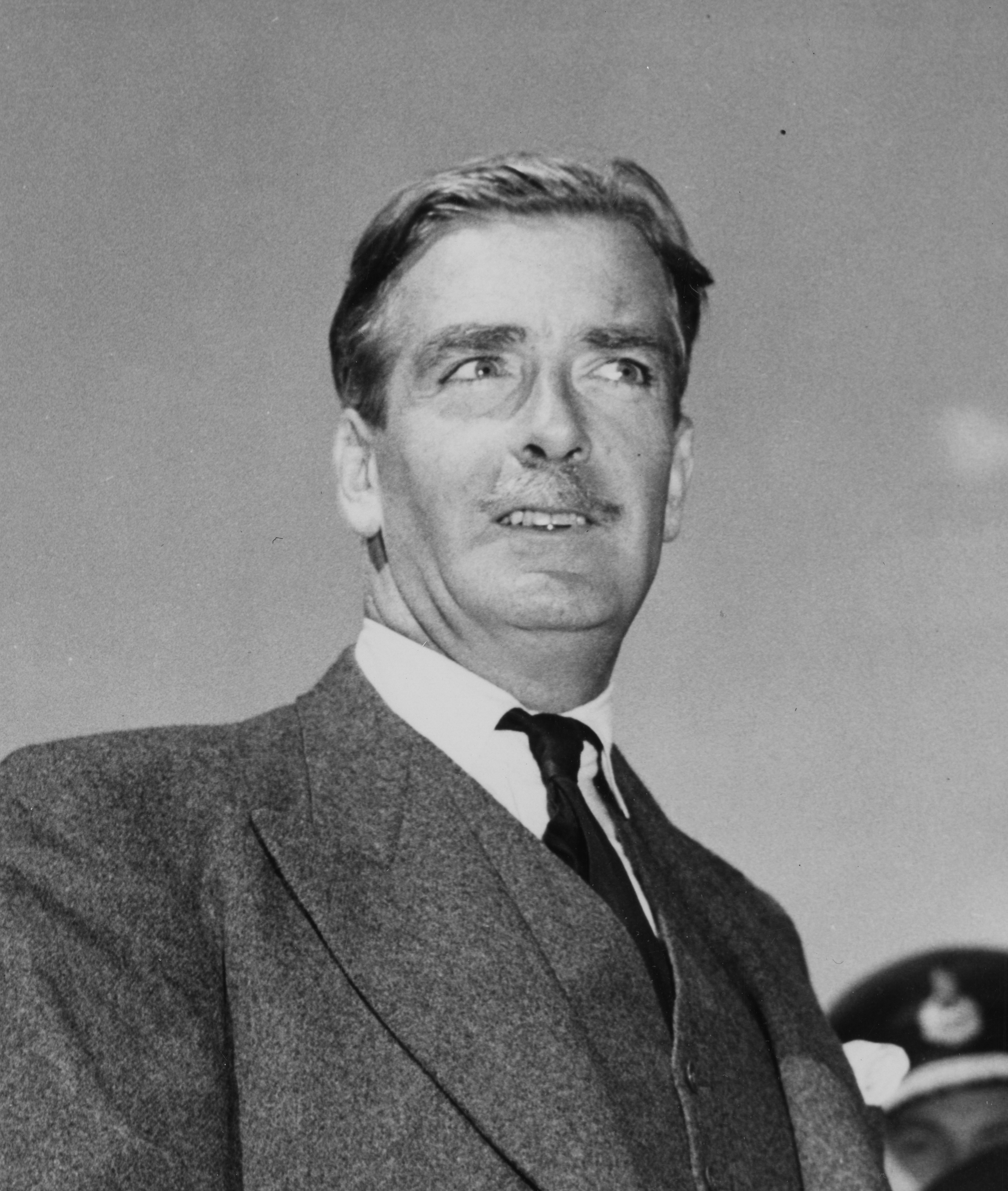
La decisione del primo ministro britannico Anthony Eden di invadere l'Egitto durante la crisi di Suez mise fine alla sua carriera politica e rivelò la debolezza della Gran Bretagna come potenza imperiale.

Nel 1951, il Partito Conservatore tornò al potere in Gran Bretagna, sotto la guida di Winston Churchill. Churchill e i conservatori ritennero che il paese doveva mantenere la posizione di potenza mondiale preservando dell'impero, utilizzando il proprio controllo sul Canale di Suez al fine mantenere la sua preminenza in Medio Oriente, nonostante la perdita dell'India. Tuttavia, Churchill non poté ignorare il nuovo governo egiziano rivoluzionario di Gamal Abd el-Nasser che conquistò il potere nel 1952; così l'anno successivo fu deciso che le truppe britanniche si sarebbero ritirate dalla zona e che sarebbe stata concessa l'autoderminazione al Sudan. Il Sudan ottenne poi l'indipendenza il 1º gennaio 1956.
Nel luglio 1956, Nasser nazionalizzò unilateralmente il Canale di Suez. La risposta di Anthony Eden, succeduto a Churchill come primo ministro, fu quello di concordare con la Francia un attacco israeliano contro l'Egitto avrebbe dato alle due nazioni europee un pretesto per intervenire militarmente e riprendere il controllo del canale. Eden fece infuriare il presidente americano Dwight Eisenhower, per non averlo consultato e di conseguenza egli si rifiutò di eseguire l'invasione. Un'altra delle preoccupazioni di Eisenhower fu la possibilità di andare incontro ad una guerra più ampia con l'Unione Sovietica che minacciò di intervenire a fianco dell'Egitto. Eisenhower applicò la leva finanziaria con la minaccia di vendere le riserve statunitensi della sterlina britannica e quindi far precipitare il valore della valuta britannica. Nonostante l'invasione fosse stata militarmente un successo nei suoi obiettivi, l'intervento delle Nazioni Unite e la pressione costrinsero la Gran Bretagna in un umiliante ritiro delle sue forze.
La crisi di Suez mostrò pubblicamente le limitazioni della Gran Bretagna e confermò il suo declino sulla scena mondiale, dimostrando che d'ora in poi non poteva più agire senza almeno l'acquiescenza, se non il pieno sostegno, degli Stati Uniti. Gli eventi a Suez ferirono l'orgoglio nazionale britannico, tanto che un deputato descrisse l'evento come la "Waterloo della Gran Bretagna" e un altro suggerì che il paese era diventato un "satellite statunitense". In seguito, Margaret Thatcher raccontò che la crisi avesse impattato tanto sulla mentalità dell'establishment politica britannica da definirla come "sindrome di Suez". Il paese non recuperò lo smacco subito fino alla riconquista del successo nella guerra delle Falkland, combattuta nel 1982 contro l'Argentina.
Nonostante che la crisi di Suez avesse indebolito il potere britannico in Medio Oriente, esso non cadde. La Gran Bretagna schierò nuovamente i suoi eserciti nella regione, che intervennero in Oman (1957), Giordania (1958) e Kuwait (1961), anche se in queste occasioni operò con l'approvazione degli Stati Uniti. La politica estera del primo ministro Harold Macmillan fu, infatti, allineata con fermezza con gli Stati Uniti. La Gran Bretagna mantenne una presenza militare in Medio Oriente per un altro decennio. Nel gennaio del 1968, poche settimane dopo la svalutazione della sterlina, il primo ministro Harold Wilson e il suo segretario alla Difesa Denis Healey annunciò che le truppe britanniche sarebbero state ritirate da un'importante base militare ad est di Suez, dal Medio Oriente e dalla Malesia e Singapore. Gli inglesi si ritirarono da Aden nel 1967, dal Bahrein nel 1971 e dalle Maldive nel 1976.

### La decolonizzazione

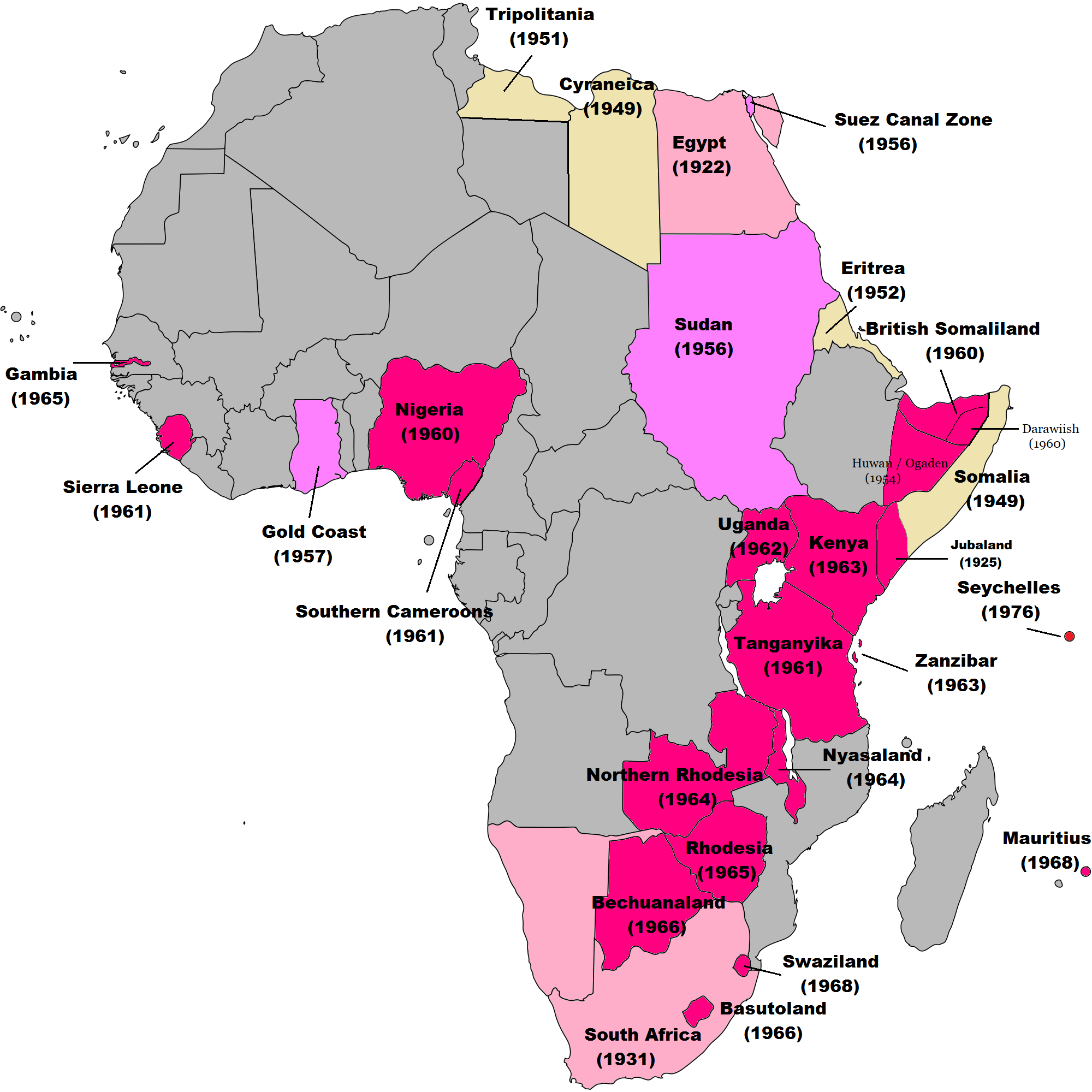
Decolonizzazione britannica in Africa. Entro la fine degli anni 1960, a quasi tutte le colonie britanniche, tranne la Rhodesia (il futuro Zimbabwe) e il mandato dell'Africa sud-occidentale (Namibia), venne riconosciuta l'indipendenza.

Nel febbraio 1960, Macmillan tenne un discorso a Città del Capo, in Sudafrica dove parlò del fatto che "il vento del cambiamento soffia attraverso questo continente". Macmillan voleva evitare lo stesso tipo di guerra coloniale che la Francia stava combattendo in Algeria, e sotto il suo governo la decolonizzazione procedette rapidamente. Alle tre colonie a cui fu concessa l'indipendenza nel 1950, il Sudan, la Costa d'Oro e la federazione della Malesia, furono aggiunte ulteriori territori per quasi dieci volte tanto nel corso del 1960.
A tutte le colonie rimanenti della Gran Bretagna in Africa, ad eccezione dell'autogoverno della Rhodesia Meridionale, fu concessa l'indipendenza nel 1968. Il ritiro britannico dalle parti meridionali e orientali dell'Africa non fu un processo esclusivamente pacifico. L'indipendenza del Kenya fu preceduta da otto anni di rivolta da parte dei Mau-Mau. In Rhodesia, la "dichiarazione unilaterale di indipendenza" del 1965, promossa da parte della minoranza bianca provocò una guerra civile che durò fino l'accordo di Lancaster House del 1979, in cui venne riconosciuta l'indipendenza per l'anno successivo, con la creazione della nuova nazione dello Zimbabwe.
Nel Mediterraneo, una guerriglia scatenata dai greco-ciprioti della EOKA, si concluse nel 1960 con l'indipendenza di Cipro e con il mantenimento da parte del Regno Unito della base militare di Akrotiri e Dhekelia. Alle isole mediterranee di Malta e Gozo fu pacificamente concessa l'indipendenza dal Regno Unito nel 1964, anche se nel 1955 era stata proposta l'idea di una integrazione con la Gran Bretagna.
La maggior parte dei territori caraibici del Regno Unito ottennero l'indipendenza dopo che la Giamaica e Trinidad, rispettivamente nel 1961 e nel 1962, abbandonarono la Federazione delle Indie Occidentali, fondata nel 1958 nel tentativo di unire le colonie caraibiche britanniche sotto un unico governo, ma che crollò in seguito alla perdita dei suoi due più grandi membri. Barbados ottenne l'indipendenza nel 1966 e il resto delle isole dei Caraibi orientali negli anni 1970 e 1980, ma Anguilla e le isole Turks e Caicos mantennero un'opzione per ritornare nell'impero dopo aver iniziato il percorso per l'indipendenza. Le Isole Vergini britanniche, le Isole Cayman e Montserrat optarono per restare legati alla Gran Bretagna, mentre la Guyana ottenne l'indipendenza nel 1966. L'ultima colonia della Gran Bretagna sul continente americano, l'Honduras britannico, divenne una colonia dotata di auto-governo 1964 e fu rinominata Belize nel 1973, raggiungendo la piena indipendenza nel 1981. La controversia col Guatemala per la rivendicazione del Belize fu lasciata irrisolta.
I territori britannici nel Pacifico acquisirono l'indipendenza negli anni 1970, iniziando con le Figi e terminando nel 1980 con l'indipendenza di Vanuatu. Quest'ultimo fu costretto ad aspettare a causa del conflitto politico tra la comunità di lingua inglese e quella di lingua francese, dal momento che le isole erano amministrate congiuntamente come un condominio con la Francia. Figi, Tuvalu, le Isole Salomone e Papua Nuova Guinea scelsero di diventare regni del Commonwealth.

### Le ultime cessioni e la fine formale

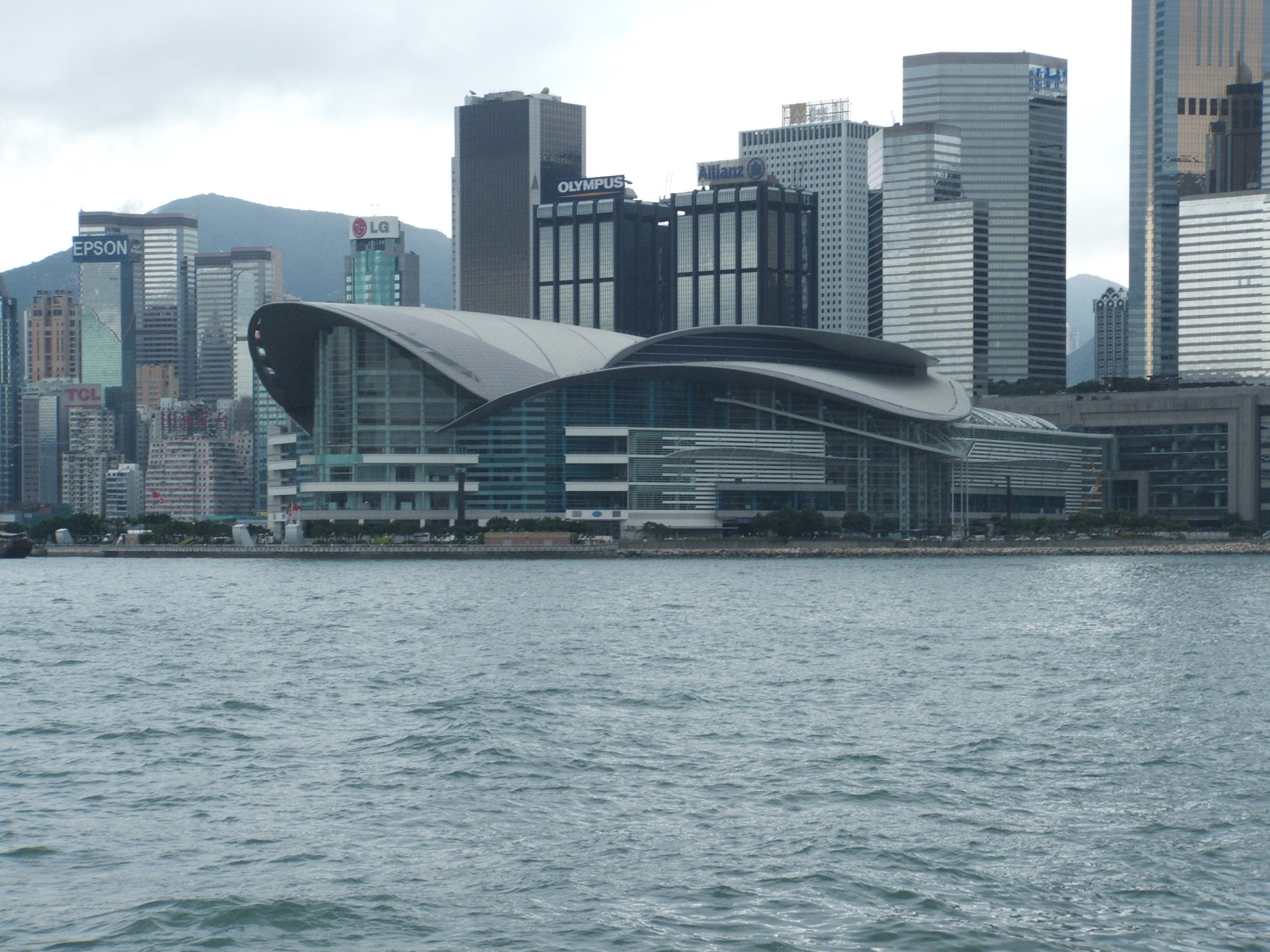
Il Convention Centre di Hong Kong ospitò nel 1997 la cerimonia per il trasferimento di sovranità su Hong Kong dal Regno Unito alla Cina.

Nel 1980 la Rhodesia, l'ultima colonia africana della Gran Bretagna, divenne la nazione indipendente dello Zimbabwe. Il condominio delle Nuove Ebridi raggiunse l'indipendenza (come Vanuatu) nel 1980, e il Belize prese la stessa strada l'anno seguente. L'approvazione del British Nationality Act 1981, che riclassificò le colonie della Corona rimanenti come "territori dipendenti britannici" (rinominati nel 2002 come "territori britannici d'oltremare"), fece sì che il processo di decolonizzazione iniziato dopo la seconda guerra mondiale fosse in gran parte completato, a parte una manciata di isole e avamposti (e l'acquisizione nel 1955 di un'isola disabitata nell'Oceano Atlantico, Rockall).
Nel 1982, la decisione della Gran Bretagna di difendere i suoi territori d'oltremare rimanenti fu messa alla prova quando l'Argentina invase le isole Falkland, in considerazione di un credito risalente ai tempi dell'Impero spagnolo. La risposta militare della Gran Bretagna, con cui si riprese con successo le isole con la guerra delle Falkland, contribuì a far riemergere lo status del paese come potenza mondiale. Lo stesso anno, il governo canadese eliminò il suo ultimo rapporto giuridico con la Gran Bretagna dalla propria costituzione. Tramite il Canada Act del 1982, approvato dal parlamento britannico, vennero meno le necessità di un coinvolgimento britannico nelle modifiche alla costituzione canadese. Allo stesso modo, la legge costituzionale del 1986 riformò la costituzione della Nuova Zelanda eliminando ogni collegamento con la Gran Bretagna, mentre l'Australian Act del 1986 recise il legame costituzionale con gli stati australiani.
Nel settembre 1982, il primo ministro Margaret Thatcher si recò a Pechino per negoziare con il governo cinese sul futuro del più popolato territorio d'oltremare della Gran Bretagna: Hong Kong. In base ai termini del trattato di Nanchino del 1842, l'isola di Hong Kong Island fu ceduta alla gran Bretagna in perpetuo, ma la stragrande maggioranza della colonia era costituita dai Nuovi Territori, acquisiti nell'ambito di un contratto di locazione di 99 anni nel 1898 e quindi in scadenza nel 1997. La Thatcher, vedendo dei parallelismi con le isole Falkland, inizialmente voleva mantenere Hong Kong proponendo l'amministrazione britannica con la sovranità cinese, tuttavia questo scenario fu respinto dalla Cina. Nel 1984, fu raggiunto un accordo secondo i termini della dichiarazione congiunta sino-britannica, con cui Hong Kong sarebbe diventata una regione amministrativa speciale della Repubblica Popolare Cinese, mantenendo questo status per almeno 50 anni. Nel 1997 la cerimonia di consegna segnò per molti, tra cui Carlo, principe di Galles che vi fu presente, "la fine dell'Impero".

## I possedimenti formali e l'influenza culturale

I quattordici territori Britannici d'oltremare.

Il Regno Unito mantiene la sovranità sui 14 territori posti al di fuori delle isole britanniche, che nel 2002 sono stati rinominati territori britannici d'oltremare. Alcuni sono abitati solo temporaneamente da personale militare scientifico; i restanti sono auto-governi a vari livelli e fiduciari del Regno Unito per le relazioni estere e per la difesa, sebbene il governo britannico abbia dichiarato la sua disponibilità ad assistere qualsiasi territorio che voglia procedere verso l'indipendenza, ove ciò sia possibile.
La sovranità di alcuni dei territori è oggetto di contestazione da parte dei vicini geografici: Gibilterra è rivendicata dalla Spagna, le Isole Falkland e la Georgia del Sud e Isole Sandwich Meridionali dall'Argentina, mentre il Territorio britannico dell'Oceano Indiano da Mauritius e Seychelles. Il Territorio Antartico Britannico è soggetto alle richieste di rivendicazione sia dall'Argentina e che dal Cile, mentre molte nazioni non riconoscono alcuna possibile rivendicazione dei territori in Antartide.

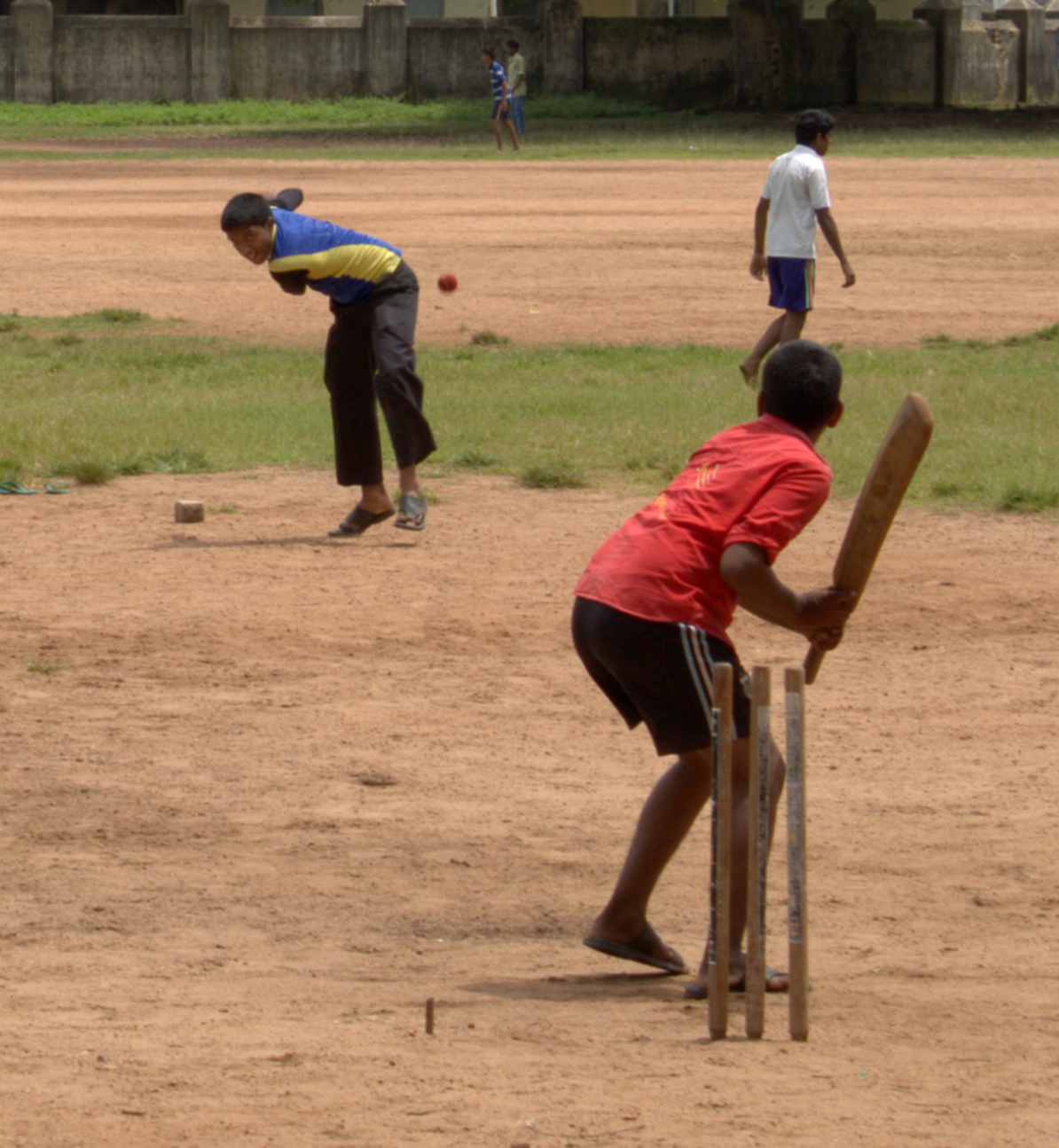
Partita di cricket in India. Gli sport britannici continuano a essere praticati con entusiasmo nelle varie zone del passato Impero Britannico.

La maggior parte delle ex colonie britanniche e protettorati fanno ora parte degli Stati membri del Commonwealth delle nazioni, una associazione non-politica, volontaria che comprende una popolazione di circa 2,7 miliardi di persone. I quindici regni del Reame del Commonwealth volontariamente condividono il monarca inglese, il Re Carlo III del Regno Unito, come loro capo di Stato. Queste quindici nazioni sono entità distinte e legalmente uguali: Regno Unito, Australia, Canada, Nuova Zelanda, Papua Nuova Guinea, Antigua e Barbuda, Bahamas, Belize, Grenada, Giamaica, Saint Kitts e Nevis, Saint Vincent e Grenadine, Isole Salomone, Saint Lucia e Tuvalu.
I confini politici disegnati dagli inglesi non sempre rifletterono in modo omogeneo le etnie o le religioni e ciò ha contribuito al verificarsi di conflitti in zone precedentemente colonizzate. In passato, l'impero britannico fu responsabile di grandi migrazioni di popoli. Milioni di individui lasciarono le isole britanniche, fondando le colonie degli Stati Uniti, Canada, Australia e Nuova Zelanda. Le tensioni tra i coloni bianchi e gli indigeni, permangono da secoli, in particolar modo in Sudafrica e nello Zimbabwe. Altrettante moltitudini di persone si sono spostate nelle colonie britanniche; moltissimi indiani migrarono in altre parti dell'impero, come la Malaysia e Figi, mentre genti di etnia cinese si trasferirono verso la Malaysia, Singapore e nei Caraibi. La demografia della stessa Gran Bretagna mutò dopo la seconda guerra mondiale a seguito dei flussi migratori provenienti dalle sue ex colonie.
Il dominio britannico e la conseguente emigrazione, hanno notevolmente influenzato i nuovi Stati indipendenti: il segno più tangibile è l'uso della lingua inglese nei propri territori in tutto il mondo, che è la lingua principale per circa 400 milioni di persone ed è parlata da circa un miliardo e mezzo, come prima o seconda lingua. La diffusione dell'inglese, a partire dalla seconda metà del XX secolo, è stata culturalmente aiutata in parte dall'influenza degli Stati Uniti. Tranne in Africa, dove quasi tutte le ex colonie hanno adottato il sistema presidenziale, il sistema parlamentare inglese è servito come modello per i governi di molte ex colonie e il common law per i sistemi legali. Sport individuali e di squadra, nati in Gran Bretagna, si diffusero in tutto il resto del mondo, come ad esempio il calcio, il cricket, il rugby, il tennis e il golf. Il sistema di unità di misura adottato, noto come Sistema imperiale britannico, continua ad essere utilizzato in alcune nazioni. La convenzione di guidare sul lato sinistro della strada viene tuttora mantenuta in gran parte dei paesi del vecchio impero.
Il Judicial Committee of the Privy Council è ancora considerata la più alta corte d'appello per diverse ex colonie dei Caraibi e del Pacifico. Spesso, i missionari anglicani inglesi si recarono in tutto il mondo precedendo soldati e funzionari, diffondendo il loro credo in tutti i continenti. Elementi dell'architettura coloniale britannica possono essere trovati negli edifici religiosi, nelle stazioni ferroviarie e negli edifici governativi di molte città del mondo che fecero parte dell'Impero britannico.

## Statistiche

### Territori dell'Impero britannico nel 1922
| Nome                                     | Superficie km² |
| ---------------------------------------- | -------------- |
| Dominion del Canada (compresa Terranova) | 9 984 140      |
| Honduras Britannico                      | 22 966         |
| Giamaica                                 | 10 991         |
| Bahamas                                  | 13 940         |
| Antigua e Barbuda                        | 442            |
| Barbados                                 | 430            |
| Dominica                                 | 754            |
| Grenada                                  | 344            |
| Saint Kitts e Nevis                      | 261            |
| Saint Lucia                              | 620            |
| Saint Vincent e Grenadine                | 389            |
| Trinidad e Tobago                        | 5 128          |
| Isole Cayman                             | 260            |
| Isole Vergini Britanniche                | 153            |
| Turks e Caicos                           | 417            |
| Isole Falkland e dipendenze              | 12 173         |
| Guyana britannica                        | 214 960        |
| Montserrat                               | 102            |
| Isole Sandwich e dipendenze              | 3 093          |
| Totale America                           | 10 271 573     |

| Nome                                     | Superficie km² |
| ---------------------------------------- | -------------- |
| Aden e Hadramaut                         | 332 970        |
| Bahrein                                  | 665            |
| Brunei                                   | 5 770          |
| Ceylon                                   | 65 610         |
| Federazione Malese                       | 329 750        |
| Hong Kong                                | 1 104          |
| Impero Indiano (compresa la Birmania)    | 4 962 030      |
| Mandato britannico della Mesopotamia     | 437 062        |
| Kuwait                                   | 17 818         |
| Maldive                                  | 300            |
| Oman                                     | 309 550        |
| Mandato britannico della Palestina       | 26 625         |
| Qatar                                    | 11 000         |
| Colonia di Singapore                     | 694            |
| Stati della Tregua                       | 82 800         |
| Territori Britannici dell'Oceano Indiano | 60             |
| Transgiordania                           | 92 300         |
| Totale Asia                              | 6 676 188      |

| Nome                                             | Superficie km² |
| ------------------------------------------------ | -------------- |
| Africa del Sud-Ovest                             | 825 418        |
| Basutoland                                       | 30 355         |
| Botswana                                         | 581 726        |
| Camerun britannico                               | 88 276         |
| Costa d'Oro                                      | 238 540        |
| Sultanato d'Egitto                               | 1 601 376      |
| Gambia                                           | 10 380         |
| Kenya                                            | 671 449        |
| Isole Mauritius                                  | 1 860          |
| Isole Seychelles                                 | 870            |
| Nigeria                                          | 879 630        |
| Nyasaland                                        | 118 480        |
| Rhodesia Settentrionale                          | 752 614        |
| Rhodesia Meridionale                             | 390 757        |
| Sant'Elena, Ascensione e Tristan da Cunha        | 409            |
| Sierra Leone                                     | 71 740         |
| Somalia britannica                               | 137 600        |
| Sudan Anglo-Egiziano                             | 2 614 758      |
| eSwatini                                         | 17 363         |
| Territorio del Tanganica e Sultanato di Zanzibar | 945 090        |
| Uganda                                           | 241 038        |
| Unione Sudafricana                               | 1 219 090      |
| Totale Africa                                    | 11 438 830     |

| Nome                                   | Superficie km² |
| -------------------------------------- | -------------- |
| Regno Unito di Gran Bretagna e Irlanda | 315 093        |
| Cipro britannica                       | 9 250          |
| Colonia di Malta                       | 316            |
| Gibilterra                             | 7              |
| Totale Europa                          | 324 666        |

| Nome                         | Superficie km² |
| ---------------------------- | -------------- |
| Federazione dell'Australia   | 7 686 850      |
| Dominion della Nuova Zelanda | 268 680        |
| Figi                         | 18 270         |
| Isole Cook                   | 240            |
| Isole della Fenice           | 811            |
| Isole Gilbert ed Ellice      | 28450          |
| Isole Pitcairn               | 47             |
| Nauru                        | 21             |
| Niue                         | 260            |
| Nuove Ebridi                 | 12 200         |
| Papua Nuova Guinea           | 462 840        |
| Isole Samoa                  | 2 944          |
| Tokelau                      | 10             |
| Tonga                        | 748            |
| Tuvalu                       | 26             |
| Totale Oceania               | 8 413 477      |

| Riepilogo                | Superficie km² |
| ------------------------ | -------------- |
| Territori in America     | 10 271 733     |
| Territori in Asia        | 6 676 188      |
| Territori in Africa      | 11 438 830     |
| Territori in Europa      | 324 666        |
| Territori in Oceania     | 8 413 477      |
| Totale Impero britannico | 37 124 894     |

### Territori dell'Impero britannico nel 1955
| Nome                                 | Superficie km² |
| ------------------------------------ | -------------- |
| Confederazione canadese              | 9 984 140      |
| Honduras britannico                  | 22 966         |
| Colonia della Giamaica               | 10 991         |
| Bahamas                              | 13 940         |
| Antigua e Barbuda                    | 442            |
| Barbados                             | 430            |
| Dominica                             | 754            |
| Grenada                              | 344            |
| Saint Kitts e Nevis                  | 261            |
| Saint Lucia                          | 620            |
| Saint Vincent e Grenadine            | 389            |
| Trinidad e Tobago                    | 5 128          |
| Isole Cayman                         | 260            |
| Isole Vergini britanniche            | 153            |
| Turks e Caicos                       | 417            |
| Falkland e dipendenze                | 12 173         |
| Guyana britannica                    | 214 960        |
| Montserrat                           | 102            |
| Isole Sandwich Australi e dipendenze | 3 093          |
| Totale America                       | 10 271 573     |

| Nome                                     | Superficie km² |
| ---------------------------------------- | -------------- |
| Aden e Hadramaut                         | 332 970        |
| Bahrein                                  | 665            |
| Federazione della Malesia                | 5 770          |
| Impero del Brunei                        | 329 750        |
| Hong Kong britannico                     | 1 104          |
| Kuwait                                   | 17 818         |
| Maldive                                  | 300            |
| Oman                                     | 309 550        |
| Qatar                                    | 11 000         |
| Colonia di Singapore                     | 694            |
| Stati della Tregua                       | 82 800         |
| Territori Britannici dell'Oceano Indiano | 60             |
| Totale Asia                              | 1 092 421      |

| Nome                             | Superficie km² |
| -------------------------------- | -------------- |
| Africa del Sud-Ovest             | 825 418        |
| Basutoland                       | 30 355         |
| Beciuania                        | 581 726        |
| Camerun britannico               | 88 276         |
| Costa d'Oro (colonia britannica) | 238 540        |
| Gambia                           | 10 380         |
| Kenya                            | 582 650        |
| Mauritius                        | 1 860          |
| Isole Seychelles                 | 870            |
| Nigeria                          | 923 768        |
| Nyassaland                       | 118 480        |
| Rhodesia del Nord                | 752 614        |
| Rhodesia del Sud                 | 390 757        |
| Sant'Elena e dipendenze          | 409            |
| Sierra Leone                     | 71 740         |
| Somalia britannica               | 137 600        |
| Sudan Anglo-Egiziano             | 2 505 813      |
| Swaziland                        | 17 363         |
| Tanganica e Zanzibar             | 945 090        |
| Uganda                           | 241 038        |
| Unione Sudafricana               | 1 219 090      |
| Totale Africa                    | 9 683 439      |

| Nome          | Superficie km² |
| ------------- | -------------- |
| Regno Unito   | 244 820        |
| Cipro         | 9 250          |
| Malta         | 316            |
| Gibilterra    | 7              |
| Totale Europa | 254 393        |

| Nome                         | Superficie km² |
| ---------------------------- | -------------- |
| Dominion dell'Australia      | 7 617 930      |
| Dominion della Nuova Zelanda | 268 680        |
| Isole Figi                   | 18 270         |
| Isole Salomone britanniche   | 28 450         |
| Isole Cook                   | 240            |
| Isole Gilbert ed Ellice      | ?              |
| Isole Pitcairn               | 47             |
| Nauru                        | 21             |
| Niue                         | 260            |
| Nuove Ebridi                 | 12 200         |
| Papuasia e Nuova Guinea      | 462 840        |
| Samoa occidentali            | 2 944          |
| Tokelau                      | 10             |
| Tonga                        | 748            |
| Totale Oceania               | 8 413 477      |

| Riepilogo                | Superficie km² |
| ------------------------ | -------------- |
| Territori in America     | 10 271 733     |
| Territori in Asia        | 1 092 421      |
| Territori in Africa      | 9 683 439      |
| Territori in Europa      | 254 393        |
| Territori in Oceania     | 8 413 477      |
| Totale Impero britannico | 29 715 463     |

### Popolazione
| Territori                                                        | 1814       | 1881        | 1901        | 1913        | 1925        | 1937        |
| ---------------------------------------------------------------- | ---------- | ----------- | ----------- | ----------- | ----------- | ----------- |
| Regno Unito di Gran Bretagna e Irlanda e dipendenze della Corona | 16.456.303 | 34.884.848  | 41.458.721  | 45.649.000  | 47.307.000  | 47.500.000  |
| India Britannica                                                 | 40.058.408 | 253.896.330 | 294.361.056 | 303.700.000 | 318.942.000 | 363.350.000 |
| Africa britannica                                                | 128.977    | 1.526.110   | 43.000.000  | 52.000.000  | 47.993.000  | 70.886.000  |
| Altre colonie asiatiche                                          | 2.009.005  | 3.347.770   | 5.638.944   | 26.300.000  | 13.373.000  | 22.480.000  |
| Nord America Britannico                                          | 486.146    | 4.522.145   | 5.600.000   | 18.000.000  | 9.047.000   | 11.512.400  |
| Australasia e Pacifico                                           | 434.882    | 2.837.081   | 5.486.000   | 18.000.000  | 7.603.000   | 9.534.000   |
| Dipendenze europee                                               | 180.300    | 359.403     | 650.000     | 18.000.000  | 656.000     | 628.000     |
| Indie occidentali britanniche                                    | 732.171    | 1.216.409   | 2.012.655   | 1.600.000   | 2.012.000   | 1.600.000   |
| Totale Impero britannico                                         | 61.157.433 | 305.512.568 | 400.000.000 | 447.249.000 | 449.223.000 | 527.490.400 |

### Etnicità
| Territori                                                        | 1814       | 1814        | 1901       | 1901        |
| Territori                                                        | Bianchi    | Non bianchi | Bianchi    | Non bianchi |
| ---------------------------------------------------------------- | ---------- | ----------- | ---------- | ----------- |
| Regno Unito di Gran Bretagna e Irlanda e dipendenze della Corona | 16.636.606 | 16.636.606  | 41.608.791 | 41.608.791  |
| India Britannica                                                 | 25.246     | 40.033.162  | 169.677    | 294.191.379 |
| Africa Britannica                                                | 20.678     | 108.299     | 1.000.000  | 33.499.329  |
| Altre colonie asiatiche                                          | 61.059     | 1.947.946   | 5.144.954  | 5.144.954   |
| Nord America Britannico                                          | 486.146    | 486.146     | 5.500.000  | 100.000     |
| Australasia e Pacifico                                           | 35.829     | 399.053     | 4.662.000  | 824.000     |
| Indie occidentali britanniche                                    | 64.994     | 667.177     | 100.000    | 1.912.655   |
| Totale Impero britannico                                         | 18.001.796 | 43.155.637  | 53.040.468 | 335.672.317 |